# Aci Trezza
Aci Trezza (AFI: [aʧiˈtreʦʦa]; Trizza in siciliano) è una frazione di 4 949 abitanti di Aci Castello, comune italiano della città metropolitana di Catania in Sicilia.
Centro di antica tradizione peschereccia, fondato alla fine del Seicento dal nobile palermitano Stefano Riggio come approdo marittimo per il proprio feudo, il paese si affaccia sul mar Ionio dinanzi al piccolo arcipelago delle Isole Ciclopi, sito di interesse naturalistico e geologico; dalla seconda metà del Novecento il borgo è divenuto anche una destinazione turistica.

## Geografia fisica

### Territorio
Si estende in riva al mare e ricade nella bassa fascia pedemontana del versante orientale dell'edificio vulcanico etneo. Confina a nord con Capo Mulini e Baracche, frazioni del Comune di Acireale, dalle quali è separata dal torrente Peschiera; a sud con Aci Castello, separata da quest'ultimo dal torrente Vallone grande; a ovest con Aci San Filippo, frazione del Comune di Aci Catena, con cui divide amministrativamente il Monte Vampolieri; infine a est è bagnata dal Mar Ionio. Il litorale di Aci Trezza è interamente compreso nei confini dell'Area marina protetta delle Isole Ciclopi.
Il paese si affaccia sul golfo di Acitrezza nel mar Ionio, e dista circa 9 chilometri da Catania. È il cuore della Riviera dei Ciclopi.

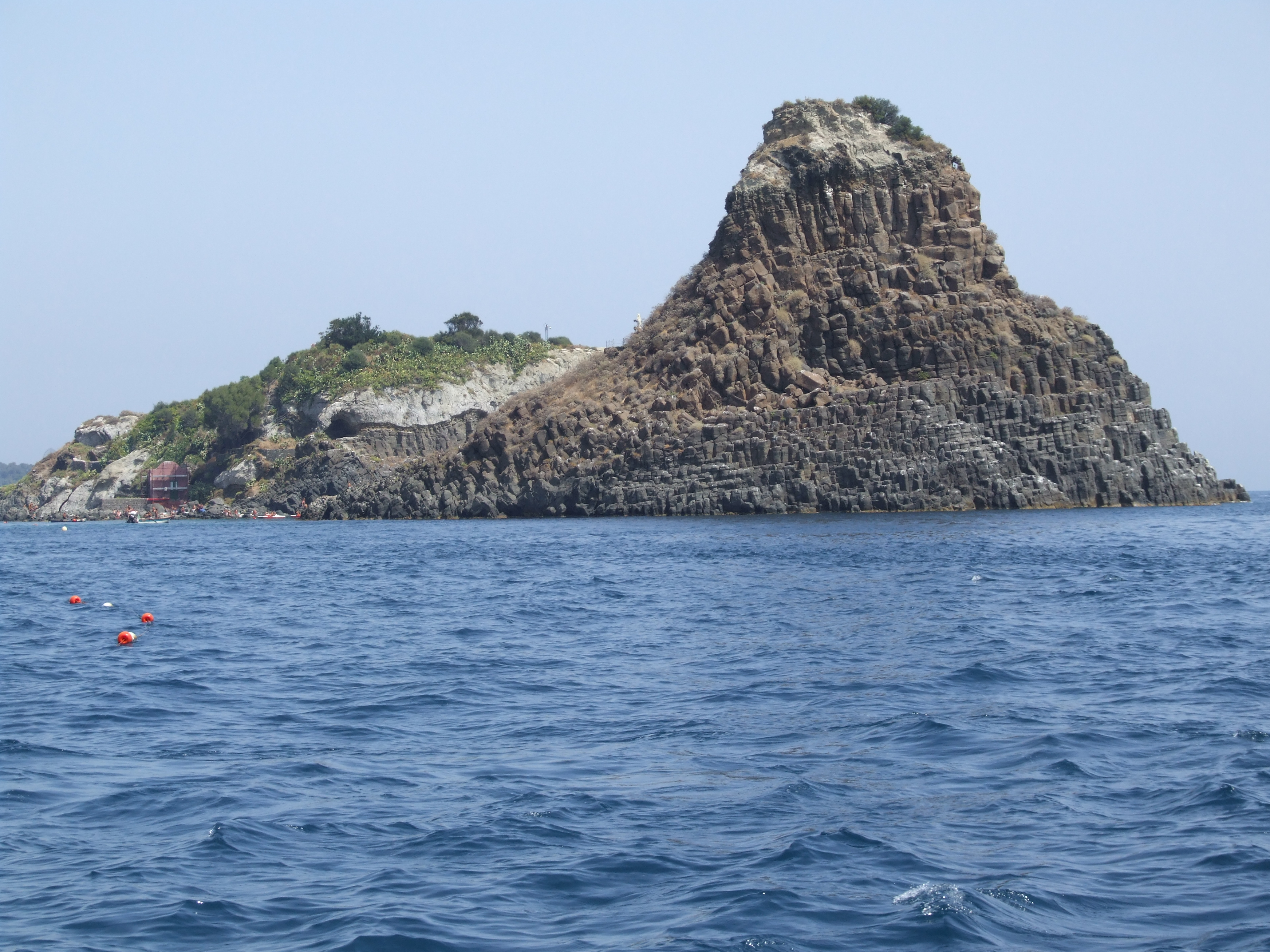
Isole Ciclopi

#### Geologia
È il luogo dove hanno avuto inizio le eruzioni etnee prima che i teatri eruttivi si spostassero verso occidente. Queste manifestazioni laviche sono avvenute in fondali argillosi che grazie ad un fenomeno di bradisismo negativo costituiscono le colline alle spalle del centro abitato. Il territorio di Aci Trezza è quindi costituito da ampi banchi lavici, come il geosito dei basalti colonnari e delle lave a cuscino e zone argillose.

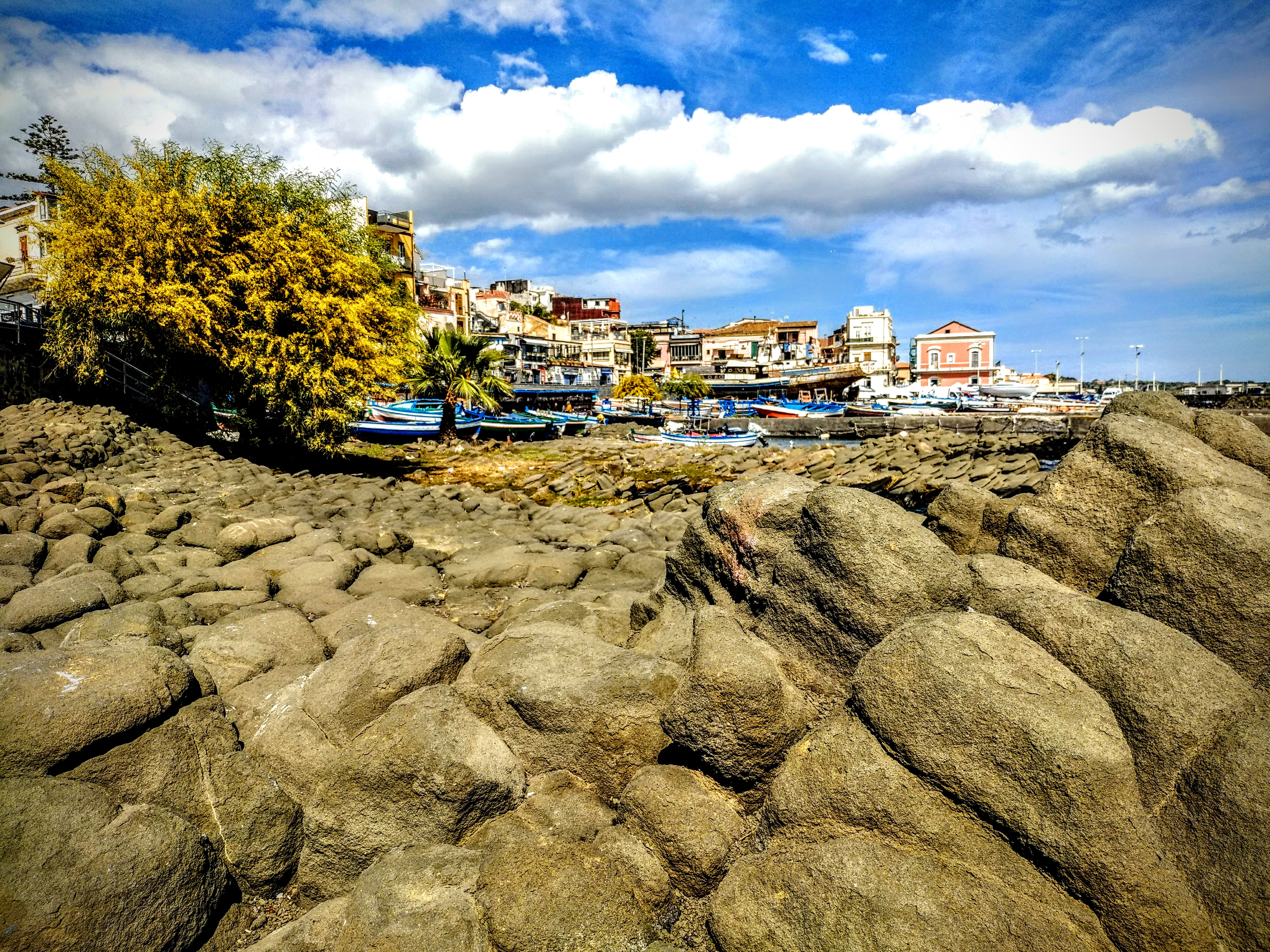
Basalti colonnari di Aci Trezza

#### Pedologia
La conformazione del suolo dove sorge il paese è di origine magmatica e sedimentaria, con piccoli affioramenti di roccia metamorfica. I terreni sedimentari che caratterizzano il versante orientale etneo risultano costituiti da argille grigio-azzurre, a volte sormontate da lembi di sabbie e conglomerati, riferibili al Pleistocene medio. Le argille del basamento etneo hanno un contenuto di carbonato di calcio pari al 10 - 15% caratterizzate da una poco evidente stratificazione e ad Aci Trezza raggiungono l'emersione più importante per estensione. I terreni di origine magmatica costituiscono le prime manifestazioni vulcaniche del settore etneo e gli affioramenti più interessanti si rinvengono all'interno del porto di Aci Trezza, con vulcaniti basaltiche e a est dell'abitato, rappresentate da ialoclastiti.

#### Orografia
Alle spalle di Aci Trezza si elevano due colline: Monte Fano e Monte Fanello; dietro di esse si trova il Monte Vampolieri, grande formazione argillosa suddivisa amministrativamente fra vari comuni. Grazie all'azione spartilava delle colline, il paese non è mai stato coperto da colate laviche.

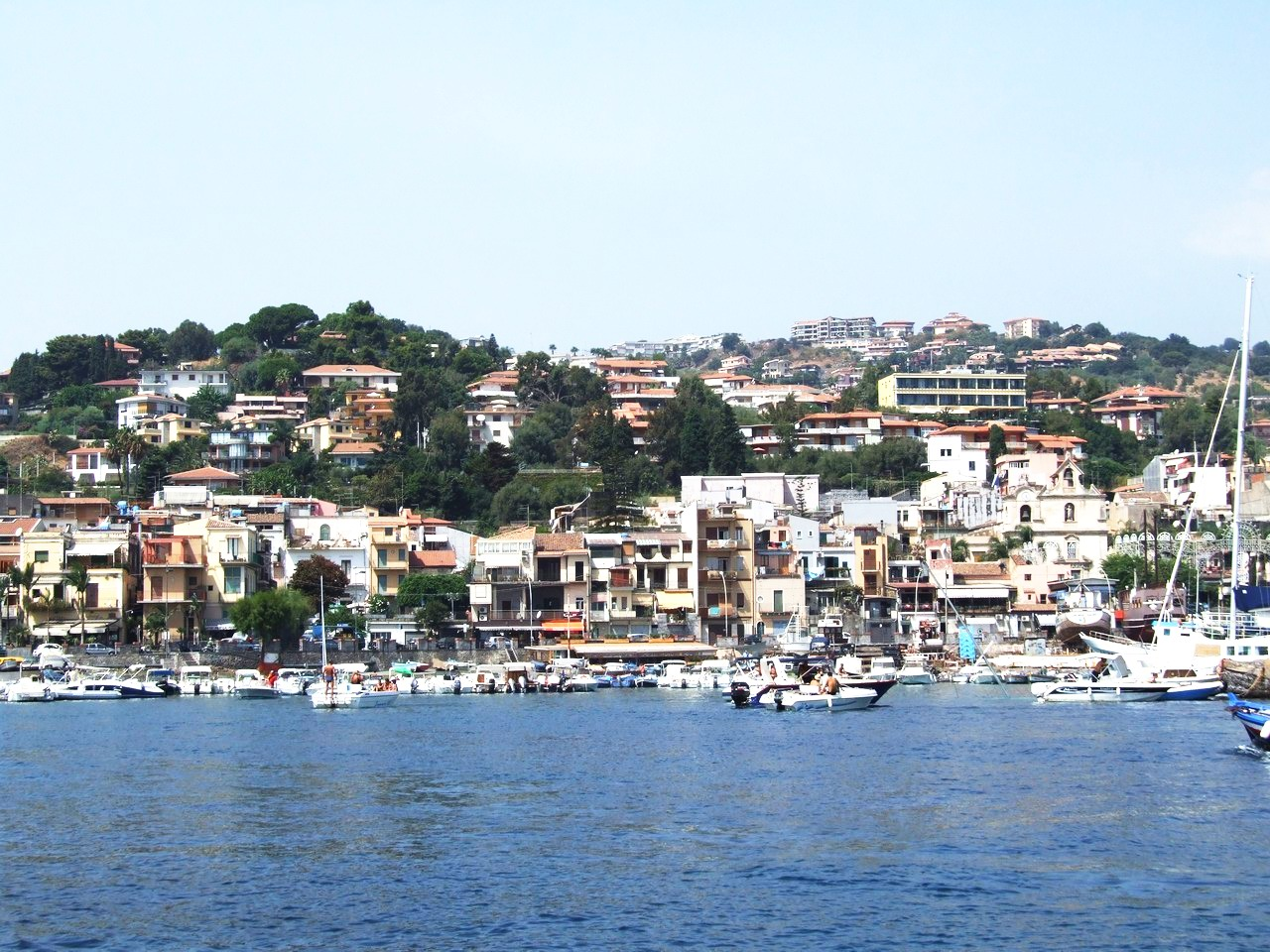
Panoramica di Aci Trezza: a sinistra il Monte Fano; dietro, sulla destra, il Monte Vampolieri

#### Idrografia
La conformazione e composizione del terreno, impermeabile e facilmente soggetto ad erosione, crea un reticolo idrografico molto articolato. Sono otto i torrenti che dalla collina, scorrendo verso est, raggiungono il litorale trezzoto sfociando nello Ionio: Peschiera, Abramo, Barriera, Ciccuni, Demaniale, Spagnola, Feudo e Vallone Grande. Tutti hanno la sorgente che si colloca tra i 200 e gli 80 metri s.l.m, e una lunghezza inferiore al chilometro.

#### Sismologia
La frazione è classificata come "zona 2" di rischio sismico con pericolosità media dove possono verificarsi terremoti anche di forte intensità. Dalla fondazione del paese, sono otto i terremoti registrati. Il primo fu il devastante Terremoto del Val di Noto del 1693 che rase al suolo il centro abitato e fece 17 vittime. Ingenti danni causò anche il Terremoto di Messina del 1908 e il conseguente maremoto la cui onda ad Aci Trezza superò i 7 metri, la più alta registrata nell'intera fascia jonica-etnea.

### Clima
Il clima è tipicamente mediterraneo. Le temperature subiscono l'influenza mitigatrice del mar Ionio, rendendo il clima particolarmente favorevole e mite. Le colline alle spalle la proteggono dai venti di tramontana. La classificazione climatica colloca Aci Trezza nella «zona B».

## Origine del nome
L'origine del nome Trezza è incerto: la prima e più accettata ipotesi lo fa derivare dalle tre cime (in siciliano tri pizzi) dei faraglioni. Invece, secondo l'arciprete De Maria, deriverebbe dalle fabbriche di laterizi che avrebbero dato il nome alla contrada: Acis Lateritie. Un'altra teoria vuole che il nome derivi da uno scoglio che si trova «a venti passi dalla ripa» chiamato Trizza e per metonimia lo abbia passato all'intera zona, ove successivamente sorse il paese.

## Storia
(Ricorso dei Trezzoti all'Intendente di Catania, 16 ottobre 1820. Archivio di Stato Catania, Intendenza Borbonica, 3850)

### Età antica

#### Prima della fondazione del paese
La zona dove sorge Aci Trezza era il cuore dell'antica città siceliota di Xiphonia. A nord della stessa, al confine con l'attuale paese di Capo Mulini, sfociava il fiume Aci.
Durante il periodo romano divenne un luogo di transito e approdo: ne sono testimonianze le diverse ancore e anfore che si trovano nei fondali della Riviera dei Ciclopi e il relitto di nave romana al largo di Aci Trezza.

### Età moderna

#### La fondazione e l'era dei Principi d'Aci
Il paese venne ufficialmente fondato alla fine del XVII secolo da Stefano Riggio. La scelta non fu casuale essendo questi proprietario dal 1672 della città di Aci Sant'Antonio e Filippo. Inizialmente nacque come approdo marittimo del principato dei Riggio poiché il sito denominato u locu di la Trizza era l'unico sbocco al mare del feudo e se debitamente sistemato sarebbe divenuto un ottimo scalo. Ben presto, grazie agli sforzi del principe Stefano II, divenne centro pulsante della vita commerciale locale: vennero costruiti un riparo per le barche, la chiesa, un emporio e un forno dove era possibile produrre anche la pasta. Infine attorno allo scalo vennero innalzati numerosi magazzini atti a contenere olio, ferro, salumi e formaggi. Il carricatore della Trizza divenne uno dei porti commerciali più attivi di Sicilia. La neonata cittadina subì il devastante terremoto del Val di Noto del 1693 che fece diciassette vittime, numero ingente se paragonato alla cifra degli abitanti dell'epoca. Le salme vennero sepolte sotto le macerie dell'antica chiesa di San Giuseppe.
La comunità venne gestita da Stefano Riggio fino al 1678, dal figlio Luigi Riggio Giuffrè fino al 1680, da Stefano Riggio Saladino fino al 1704, da Luigi Riggio Branciforte fino al 1757. Quest'ultimo però risiedette in Spagna dove agli ordini del re Filippo V ricoprì incarichi di rilievo. Lasciò quindi l'amministrazione del feudo allo zio Gioacchino Riggio. Prima di partire per la Spagna, Luigi Riggio Branciforte si dedicò ai restauri e alle ricostruzioni degli edifici colpiti dal terremoto e alla risistemazione del molo danneggiato dai marosi. Rientrò nel suo feudo in età avanzata dedicandosi alla trasformazione dello scalo di Aci Trezza: fece costruire altre case, magazzini e officine per i bastimenti che sempre più numerosi approdavano in porto. Inoltre fece realizzare una strada carrabile per unire Aci Trezza con il resto dei quartieri del feudo che risultò essere una delle prime carrozzabili dell'intero territorio etneo. Infine fece erigere sulla marina di Aci Trezza un sontuoso palazzo, le cui rovine erano ancora visibili agli inizi del XX secolo. In seguito il feudo passò a Stefano Riggio Gravina fino al 1790 e a Giuseppe Riggio Grugno fino al 1792, quando divenne territorio libero. Giuseppe Riggio Grugno morì nel 1820 a Palermo, decapitato dalla folla in rivolta. Si estingueva così il ramo maschile della famiglia dei principi di Aci. In ogni caso il feudalesimo era già stato abrogato in Sicilia nel 1812.

### Età contemporanea

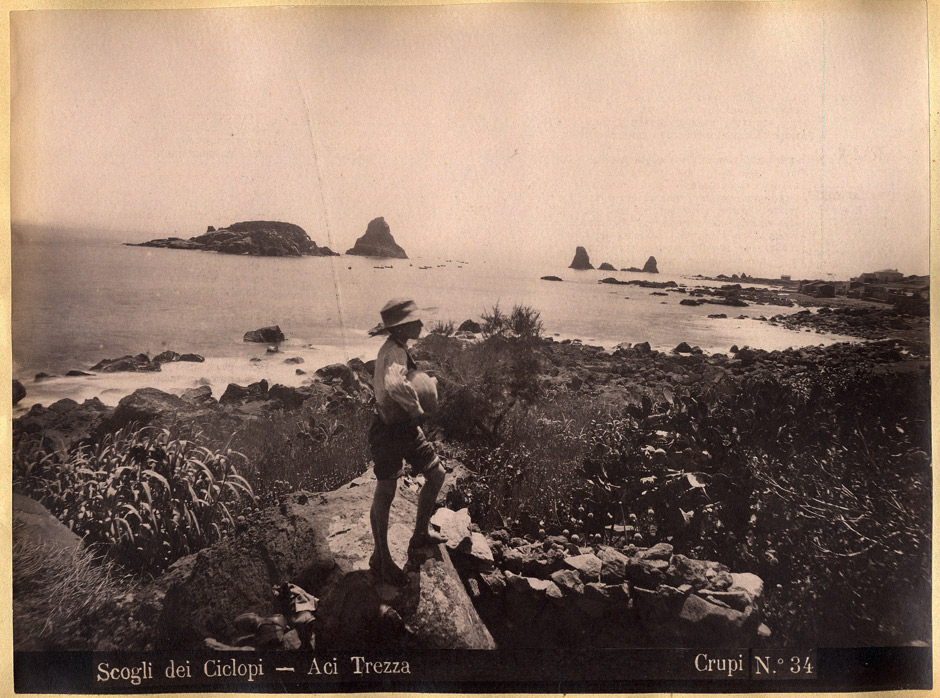
Aci Trezza alla fine del XIX secolo.

La fine della dinastia Riggio condusse il paese in un periodo di decadenza: venne persa l'indipendenza dell'Universitas e la gestione amministrativa passò inizialmente ai giurati catenoti e successivamente al barone Pennisi. Furono anni travagliati in cui i trezzoti lottarono per riaffermare la loro autonomia e i loro diritti. Il 20 febbraio 1821 venne inviata al Presidente e ai Deputati del Consiglio provinciale del Vallo competente una petizione firmata da 34 cittadini per chiedere l'erezione a Comune di Acitrezza. Contestualmente gli abitanti di Aci Trezza capeggiavano una rivolta contro la città di Acireale a causa dei maceratoi di lino e canapa posti nella frazione di Capo Mulini, che rendevano l'aria malsana in un periodo storico dove il colera tornava a mietere vittime. La "guerra dei maceratoi" si risolse con l'accettazione delle istanze trezzote e la chiusura delle vasche nel 1825. Queste lotte portarono alla separazione, sancita dal decreto del Re delle Due Sicilie Francesco I, di Aci Trezza insieme a Ficarazzi, da Aci San Filippo e Catena per essere però accorpata ad Aci Castello il 15 settembre 1828. La cittadina mantenne comunque una certa autonomia, espressa dall'Ufficio dell'eletto particolare avente sede nel centro storico di Aci Trezza; l'ufficio rimase attivo dal 1828 al 1867 e il segretario, che aveva anche funzioni di ufficiale dello stato civile, era dotato di timbro. Venne abrogato dal neonato Regno d'Italia.

### Simboli

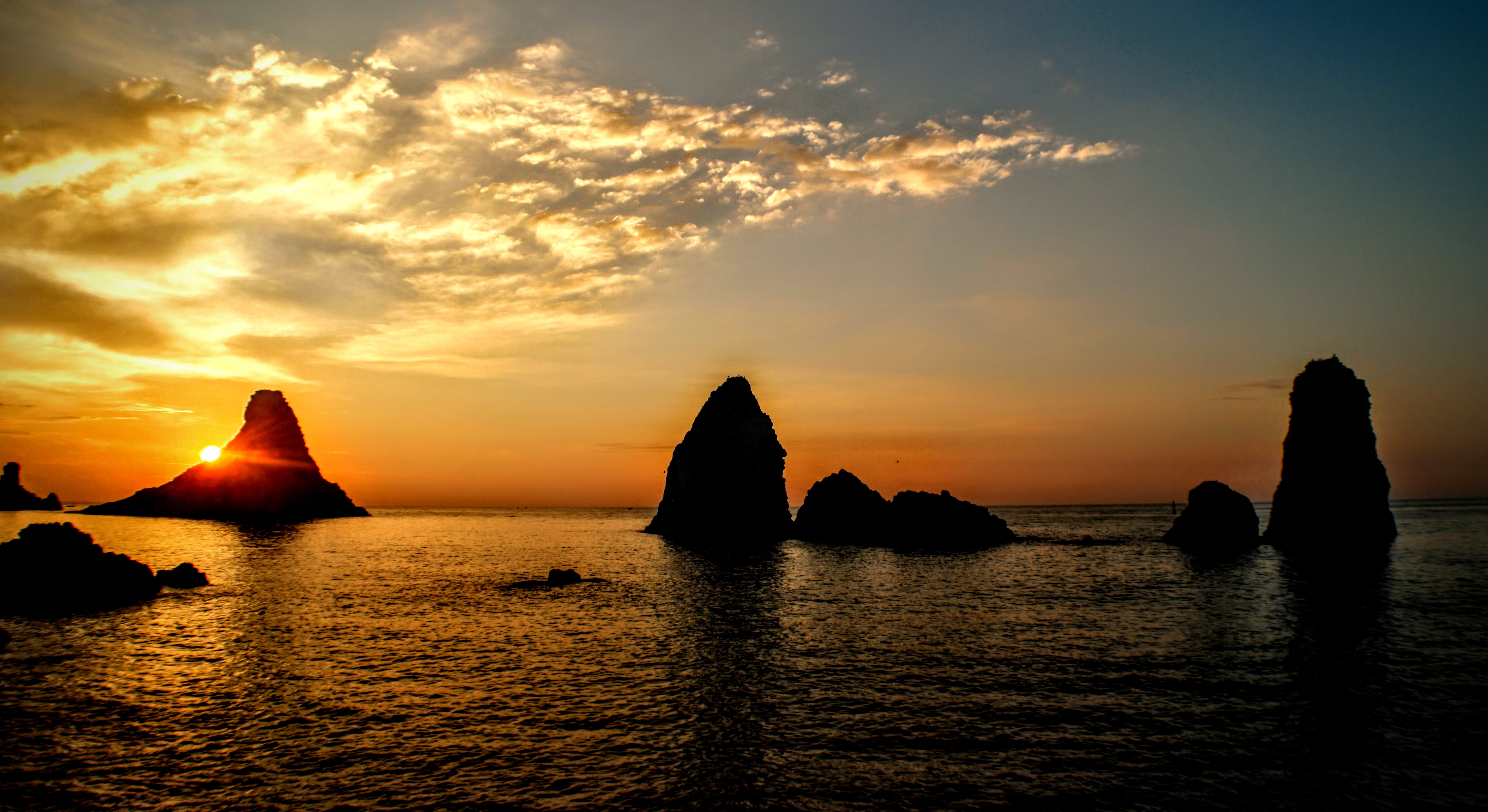
I tre faraglioni di Aci Trezza, riprodotti negli stemmi dei comuni della Terra d'Aci.

I comuni della Terra d'Aci hanno come simbolo i faraglioni di Aci Trezza e il Castello di Aci. Pur non avendo adottato ufficialmente tale emblema, è possibile vedere dentro la sacrestia della chiesa madre di Aci Trezza un lavabo in marmo raffigurante i due luoghi simbolo.

### Mitologia
Cuore della Riviera dei Ciclopi, è il luogo dove secondo la tradizione è ambientato il IX canto dell'Odissea di Omero, nel quale Ulisse si scontra con Polifemo accecandolo dopo averlo fatto ubriacare. Così facendo riesce a fuggire dalla grotta dove era stato intrappolato con i suoi compagni. Il Ciclope, cieco e iracondo, scaglia contro le navi dei greci in fuga degli enormi massi che secondo la tradizione divennero le Isole dei Ciclopi.
Il III canto dell'Eneide di Virgilio racconta l'incontro dell'eroe troiano Enea con il compagno di Ulisse Achemenide, dimenticato dall'eroe greco nella terra dei Ciclopi durante la rocambolesca fuga. Anche questo episodio è ambientato nell'odierna Aci Trezza e per tale motivo nel 2021 viene inserita come tappa dell'itinerario culturale del Consiglio d'Europa denominato La Rotta di Enea.
Parte della storia di Aci e Galatea, narrata da Ovidio nel suo Le metamorfosi, si svolge nel territorio dove sorge Aci Trezza.

## Monumenti e luoghi d'interesse

### Architetture religiose

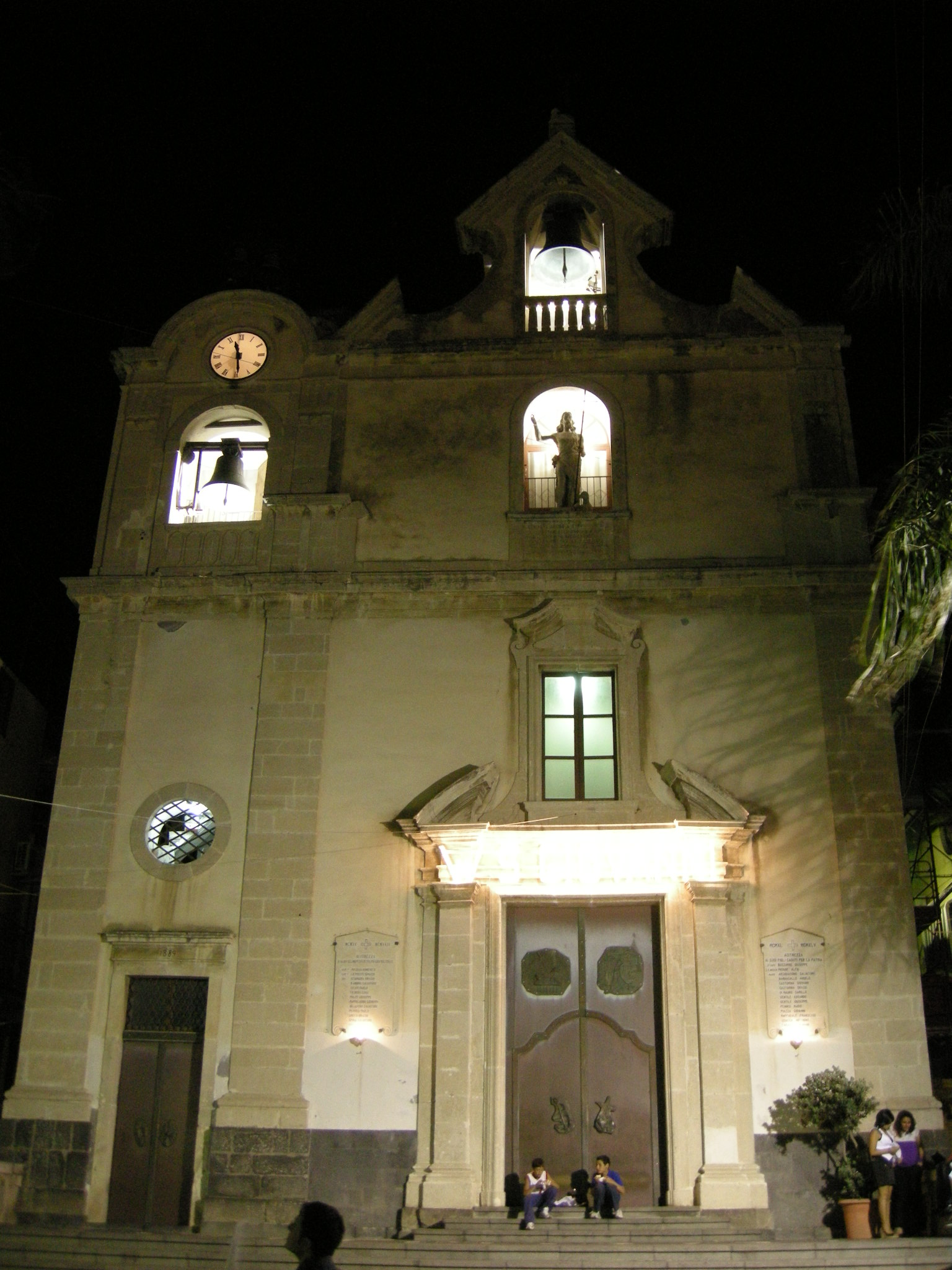
Chiesa di San Giovanni Battista
Chiesa principale del paese, è stata ricostruita dopo il terremoto dell'11 gennaio 1693. Venne ampliata e abbellita nei secoli successivi. La facciata è in stile barocco con portale classico, al di sopra del quale si trovano due celle campanarie. In fondo alla navata minore si trova un altare con il crocifisso affiancato dalle statue di Maria Addolorata e Giovanni evangelista; è verosimile che Verga alluda a quest'opera quando nel terzo capitolo de I Malavoglia cita «l'altare dell'Addolorata». Possiede il titolo onorifico di arcipretura.
Edicola della Madonna della Provvidenza
È la più antica delle cappelle sparse in paese. Costruita nel XVIII secolo nei pressi del feudo de la Trizza, rappresenta l'unico edificio di culto contadino di Aci Trezza. La struttura si presenta a camera unica con una cupoletta sormontata da una piccola campana e al suo interno conserva un'icona della Vergine Maria.

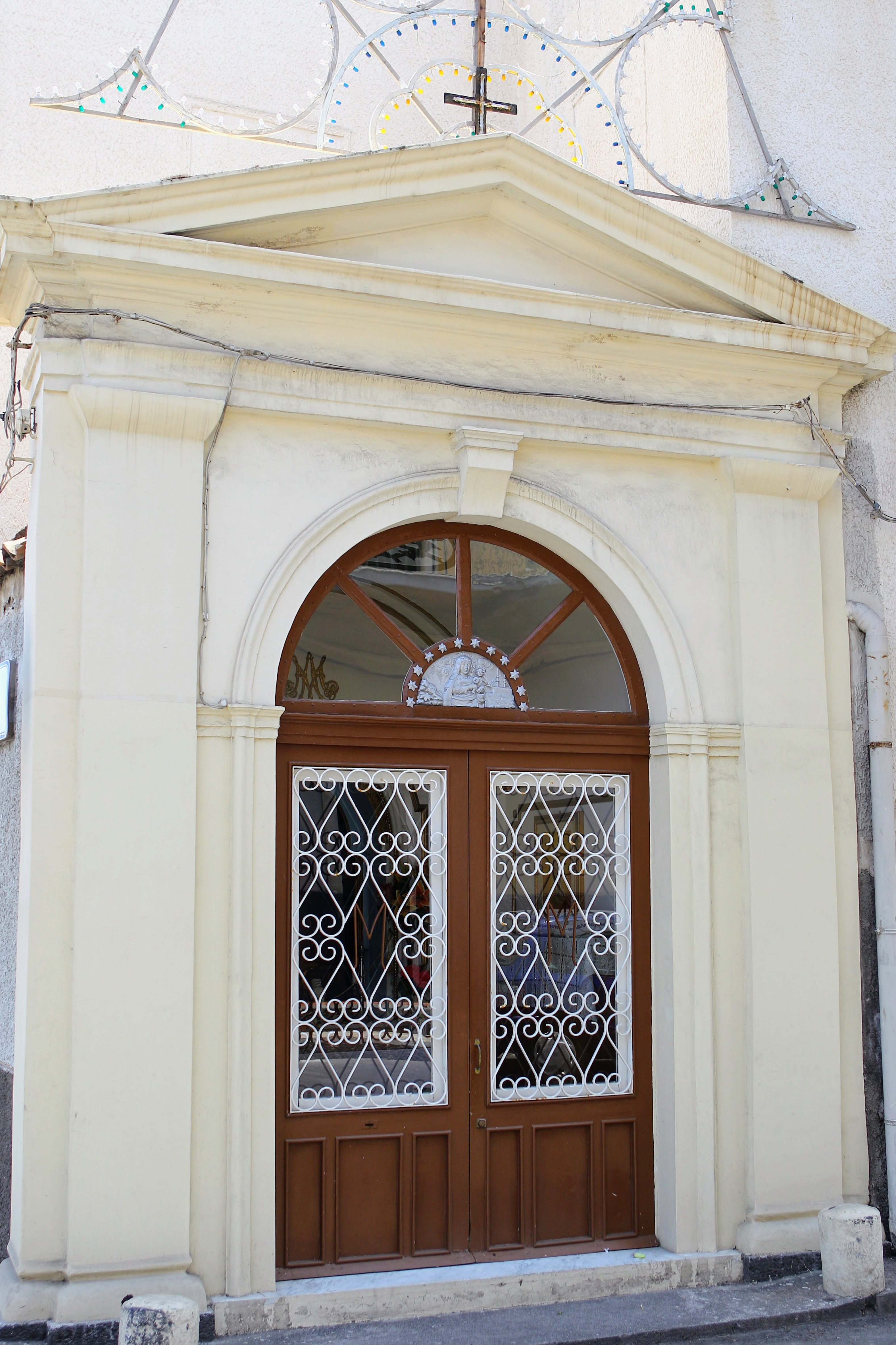
Edicola della Madonna della Buona Nuova
La prima cappella fu costruita all'inizio del Settecento e si trovava nello stesso luogo dell'attuale, sulla marina di Trezza. Fu ricostruita nel 1837 con l'ingresso rivolto non più al mare, ma alla nuova strada principale del paese. Ha forma squadrata e manca di campana e al suo interno conserva un affresco raffigurante la Madonna con il Bambino Gesù coperto da un quadro raffigurante la stessa scena.

### Architetture civili
Fattoria del Feudo
Posta in cima alla via Feudo costituisce l'ultima testimonianza architettonica della vita contadina di Aci Trezza. A fianco scorre il torrente Feudo che nascendo dalla retrostante collina in epoche passate veniva utilizzato per irrigare i campi, prima di alimentare più a valle il lavatoio. La fattoria è una grande casa padronale composta dal terrazzo di accesso e da due ampie stanze vicine al cortile con il cancello d’ingresso. Sul retro è possibile scorgere l’antico frantoio, la stalla, il pollaio e il giardinetto di limoni. Si trova in pieno centro storico, rialzata rispetto alla via d'ingresso ma staccata dal retrostante feudo, ormai divenuto quartiere residenziale. Negli anni trenta fu aperta la strada Nazionale che divise la struttura dalle colline retrostanti dove si sviluppava la zona coltivata.
Casa Merra
Palazzetto di forma quadrata a due piani posto sulla marina di Trezza quasi dentro il porto storico. È uno degli edifici più antichi del paese e prende il nome dalla proprietaria Domenica Fichera detta «Micia la Merra» che lo utilizzò come locanda nel XIX secolo. Il palazzo sorge dove un tempo vi era l'antica posada, andata distrutta dopo la caduta dei principi d'Aci.

### Architetture militari
Torre dei Faraglioni
Unica torre superstite del sistema difensivo fatto erigere dai Principi di Aci a protezione della città di Aci Trezza, serviva alla difesa del porto e dello spazio acqueo tra lo stesso e i faraglioni. Costruita su due piani non comunicanti tra di loro è stata eretta su una precedente costruzione la cui base poggia su ruderi di epoca romana o bizantina. Il piano inferiore è in buono stato di conservazione, mentre il primo è un rudere del quale sono visibili le mensole per la difesa e la terrazza sulla quale erano posizionati i cannoni. Nel corso del suo pieno utilizzo era presidiata ventiquattro ore al giorno da un caporale e due soldati. Insieme alla più grande Torre della Trizza posta sulla collina e alla terrazza fortificata del palazzo del Principe Riggio difendeva l'intero territorio di Aci Trezza. È visibile in un dipinto di Jakob Philipp Hackert conservato alla Reggia di Caserta.

### Altro
Giardino del Lido dei Ciclopi
All'ingresso sud del paese è presente il Giardino del Lido dei Ciclopi che fu impiantato agli inizi del XX secolo; inizialmente annesso a Villa Guarnaccia, risalente al 1914, è inglobato nel lido che ne dà il nome e costituisce un importante esempio di giardino di acclimatazione. È di proprietà dell'Agenzia nazionale per l'amministrazione e la destinazione dei beni sequestrati e confiscati alla criminalità organizzata ma il Comune di Aci Castello ne ha chiesto l'acquisizione al proprio patrimonio per poter iniziare i lavori di riqualificazione dell'intera area.
Sul Lungomare dei Ciclopi sono presenti tre statue realizzate nel 1997 durante Vulcanica, un simposio internazionale di scultura in pietra lavica intitolate Trezza, Mistura e Faraglioni.

### Siti archeologici
Poiché le Isole Ciclopi costituivano un efficace riparo per le imbarcazioni, diversi sono i ritrovamenti archeologici nel territorio del comune. Negli anni sessanta, nella rada tra il paese e i faraglioni, sono state recuperate un gran numero di ancore, anfore e un contrappeso a forma di busto di Minerva, conservati nel museo archeologico di Giardini-Naxos. Altri reperti sono stati recuperati nello stesso braccio di mare negli anni settanta e novanta. L'Isola Lachea conserva alcune tombe preistoriche che costituiscono «una vera e propria necropoli pelagica». Nel 1869 venne ritrovata un'ascia in diorite. Agli inizi del XX secolo, nei pressi della Torre dei Faraglioni, il De Maria trovò parti di un antico pavimento romboidale di probabile fattura bizantina. I reperti vennero donati all'Accademia di scienze, lettere e belle arti degli Zelanti e dei Dafnici. Dal 2014 la zona nord del paese è inserita nel perimetro del parco archeologico e paesaggistico di Catania e della Valle dell'Aci ufficialmente istituito dalla Regione siciliana nel 2019.

### Aree naturali

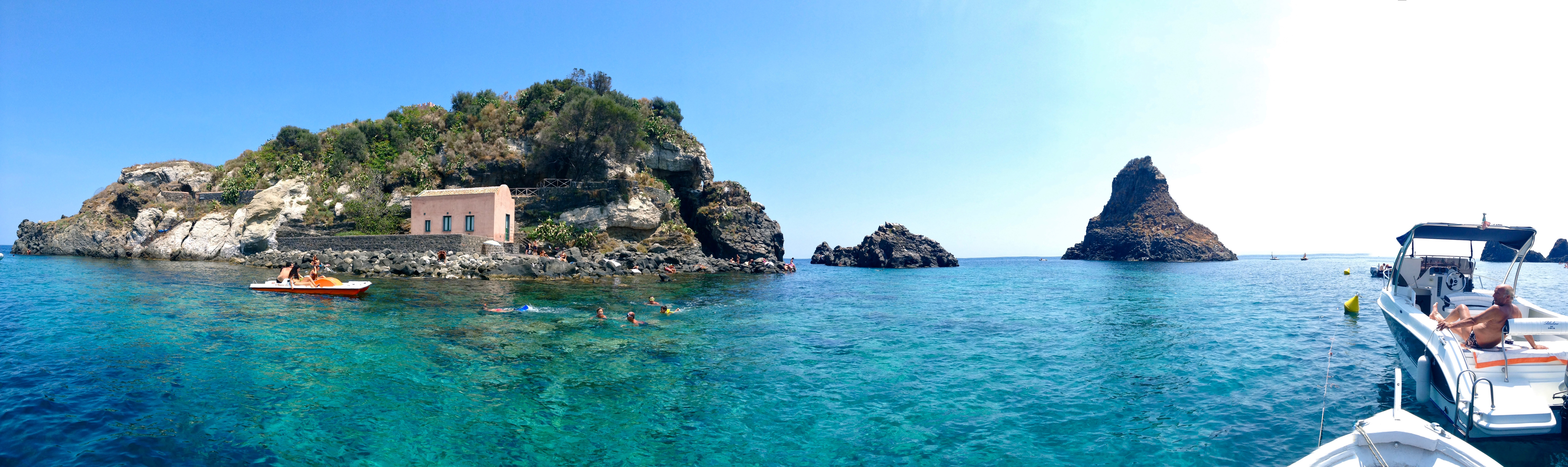
AMP Isole Ciclopi zona A

Il panorama di Aci Trezza è caratterizzato dai faraglioni dei Ciclopi: sono otto scogli basaltici che, secondo la leggenda, furono lanciati da Polifemo ad Ulisse per ostacolarne la fuga. Poco lontana dalla costa, a circa 400 m di distanza, si trova l'Isola Lachea, identificata come l'omerica Isola delle capre, ospitante la sede di un centro di studi di biologia afferente all'Università degli Studi di Catania, adibito a museo naturalistico e archeologico che testimonia la presenza umana sull'isola già in epoca precedente alla colonizzazione della Sicilia da parte dei greci. Tutta l'area è riserva marina dal 1989 ed è diventata area protetta dal 2004, mentre l'Isola Lachea e i Faraglioni dei Ciclopi sono riserve naturali integrali della Regione siciliana dal 1998, in gestione al CUTGANA.

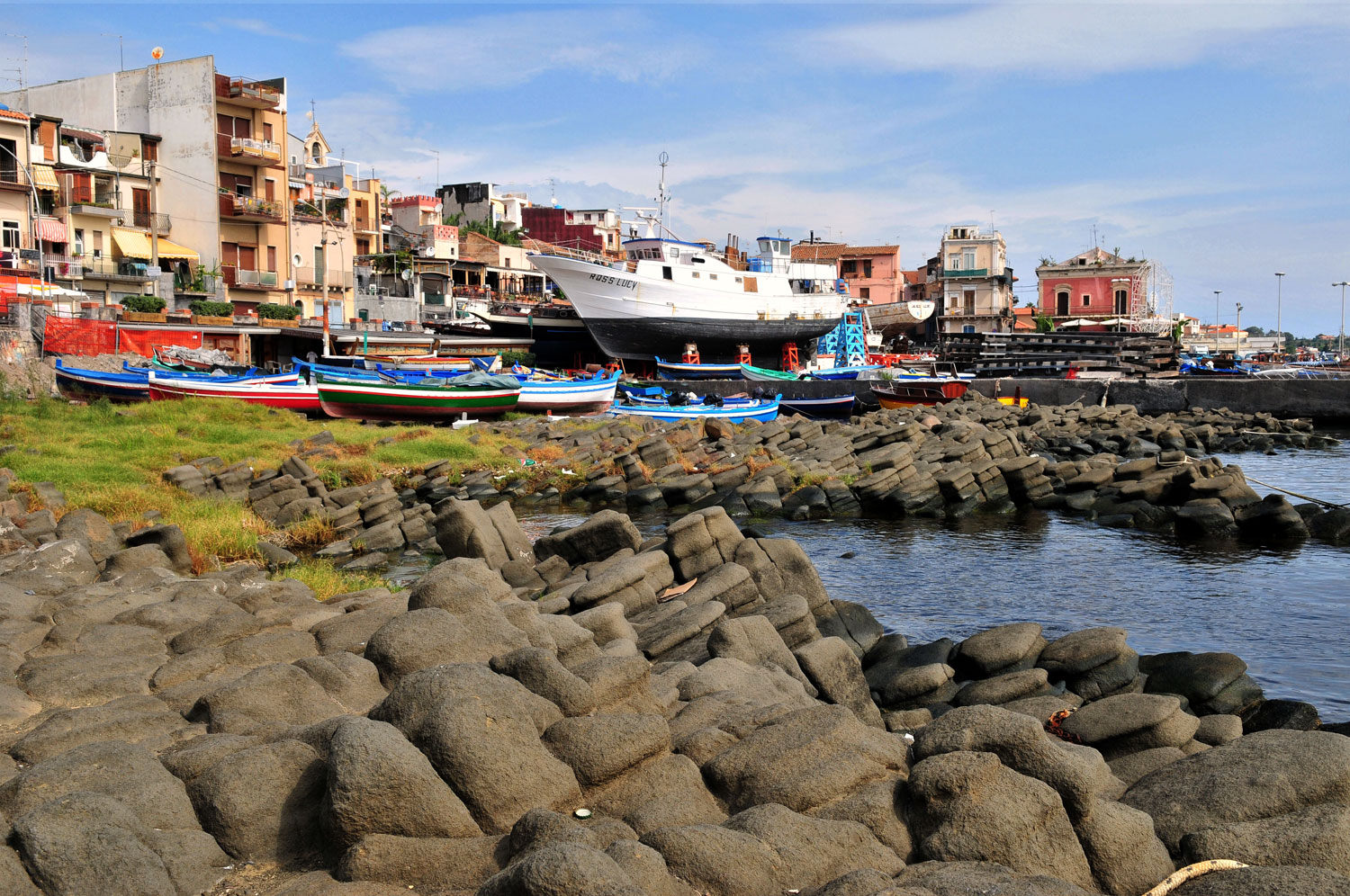
Geosito dei Basalti colonnari dell'Antico Scalo dei Malavoglia

Sotto il mare di Aci Trezza, in corrispondenza dell'Isola Lachea, si sta espandendo una faglia crostale che ogni anno aumenta di alcuni millimetri. Questo fenomeno conferma l'ipotesi geologica del bradisismo negativo, sostenuta anche dalla presenza di alghe fossilizzate risalenti a circa 6 000 anni fa che emergendo incrostano le Isole Ciclopi fino all'altezza di 6 metri sul livello del mare.
All'interno del porto storico si trova il geosito dei basalti colonnari di Aci Trezza, come testimonianza delle prime eruzioni dell'Etna; oggetto di una lunga battaglia per la riqualificazione portata avanti dall'associazione culturale Centro Studi Aci Trezza e conclusasi positivamente nel 2010 con l'inaugurazione dei lavori di recupero del sito e dell'Antico scalo dei Malavoglia, eseguiti dalla Sovrintendenza ai beni culturali e ambientali di Catania. Il geosito dei basalti colonnari comprende anche una zona più a sud, dove si trovano i cosiddetti faragghiuneḍḍi (piccoli faraglioni), ovvero formazioni laviche composte da basalti colonnari obliqui. La zona è un'oasi naturale, grazie anche alla presenza del torrente Feudo che permette la crescita di piante e fiori e inoltre porta alla formazione di pozze d'acqua dolce all'interno delle quali vive e si riproduce il discoglosso dipinto.

## Società

### Evoluzione demografica
Aci Trezza ha visto crescere in maniera costante la sua popolazione. All'indomani della fondazione erano ancora pochi gli abitanti, pertanto il principe Stefano Riggio chiese e ottenne la possibilità di popolare il paese conferendo asilo politico a coloro i quali avessero problemi con la polizia spagnola approfittando del favore di cui godeva la sua casata in Spagna. Il feudo passò da una popolazione approssimativa di 150 persone nel XVII secolo a circa 300 nel XVIII secolo fino a raggiungere i 757 nel censimento del 1827. La crescita continuò tanto da far salire i residenti intorno a 3 000 negli anni ottanta del Novecento per poi arrivare al numero di quasi 5 000 cittadini agli inizi del terzo millennio.

### Tradizioni e folclore

#### La festa di San Giovanni Battista eU pisci a mari

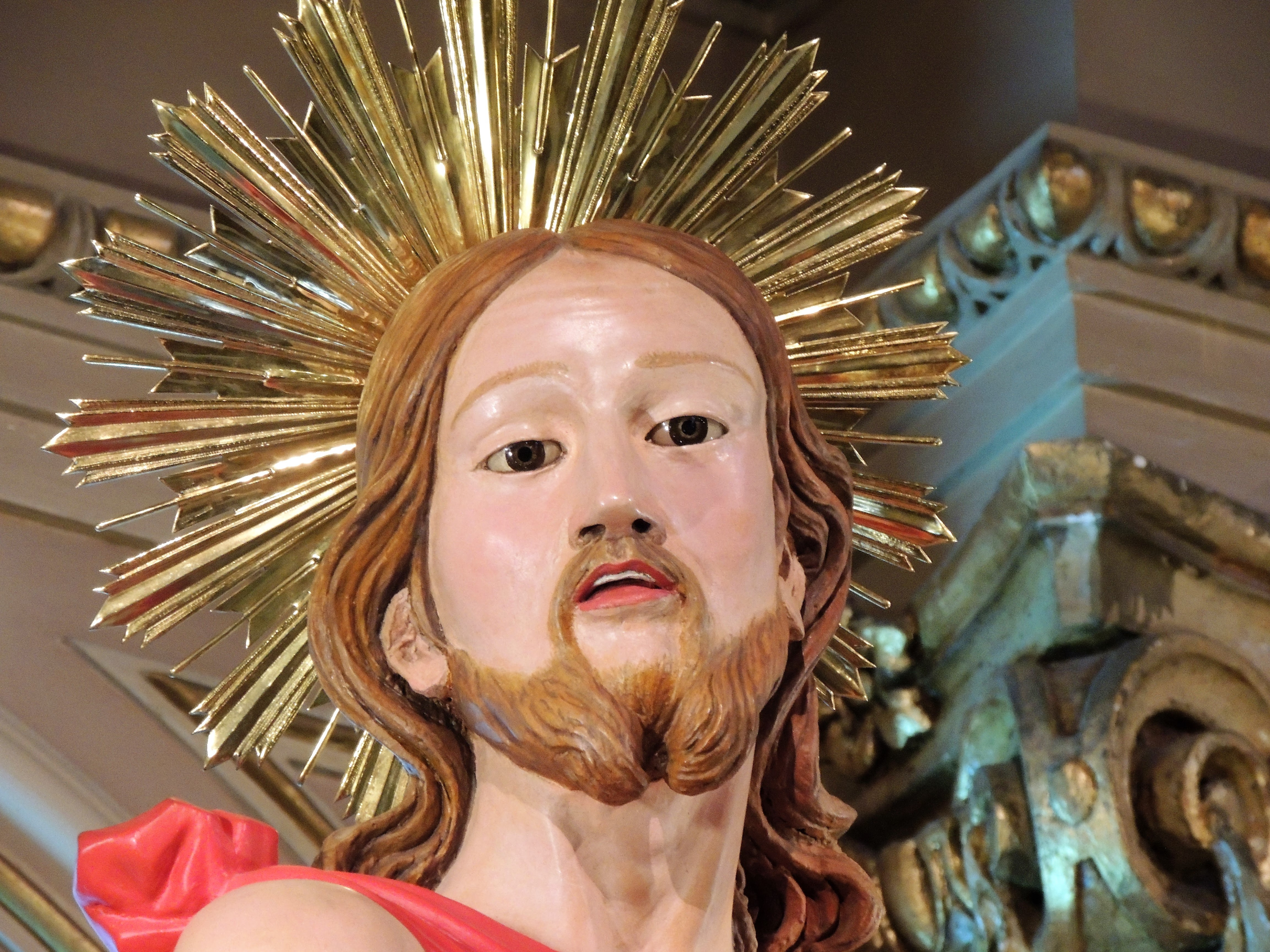
Simulacro di san Giovanni Battista

La festa patronale di Aci Trezza, dedicata a Giovanni Battista, si svolge il 24 e 25 giugno, ma già nei tre giorni precedenti viene celebrato il solenne triduo. La svelata del simulacro avviene la mattina del 24, mentre nel pomeriggio inizia il giro del centro storico. Il giorno seguente invece ha luogo il percorso che tocca i quartieri collinari, con una sosta all'interno della chiesa della Madonna della Buona Nuova. Dal 1993, in occasione della commemorazione del martirio del Battista, il simulacro viene esposto per l'intera giornata sull'altare maggiore ed in seguito si tiene la solenne celebrazione eucaristica vespertina sul sagrato della chiesa.
I riti religiosi sono accompagnati da alcune manifestazioni folcloristiche tradizionali. Tra queste si annovera la pantomima U pisci a mari, antica rappresentazione della pesca del pesce spada che dalla prima metà del 1700 si svolge nelle acque del porto storico con le medesime modalità: un giovane trezzoto impersona il pesce mentre alcuni pescatori recitano le parti del «Rais di mare», il quale comanda le operazioni dalla poppa, del «Rais di terra», che incita i compagni sulla barca, del rematore e del fiocinatore, pronto a colpire il pesce.
Al pari della festa di san Giovanni Battista, la pantomima è inserita nel Registro delle eredità immateriali della Regione siciliana.

#### Madonna della Buona Nuova

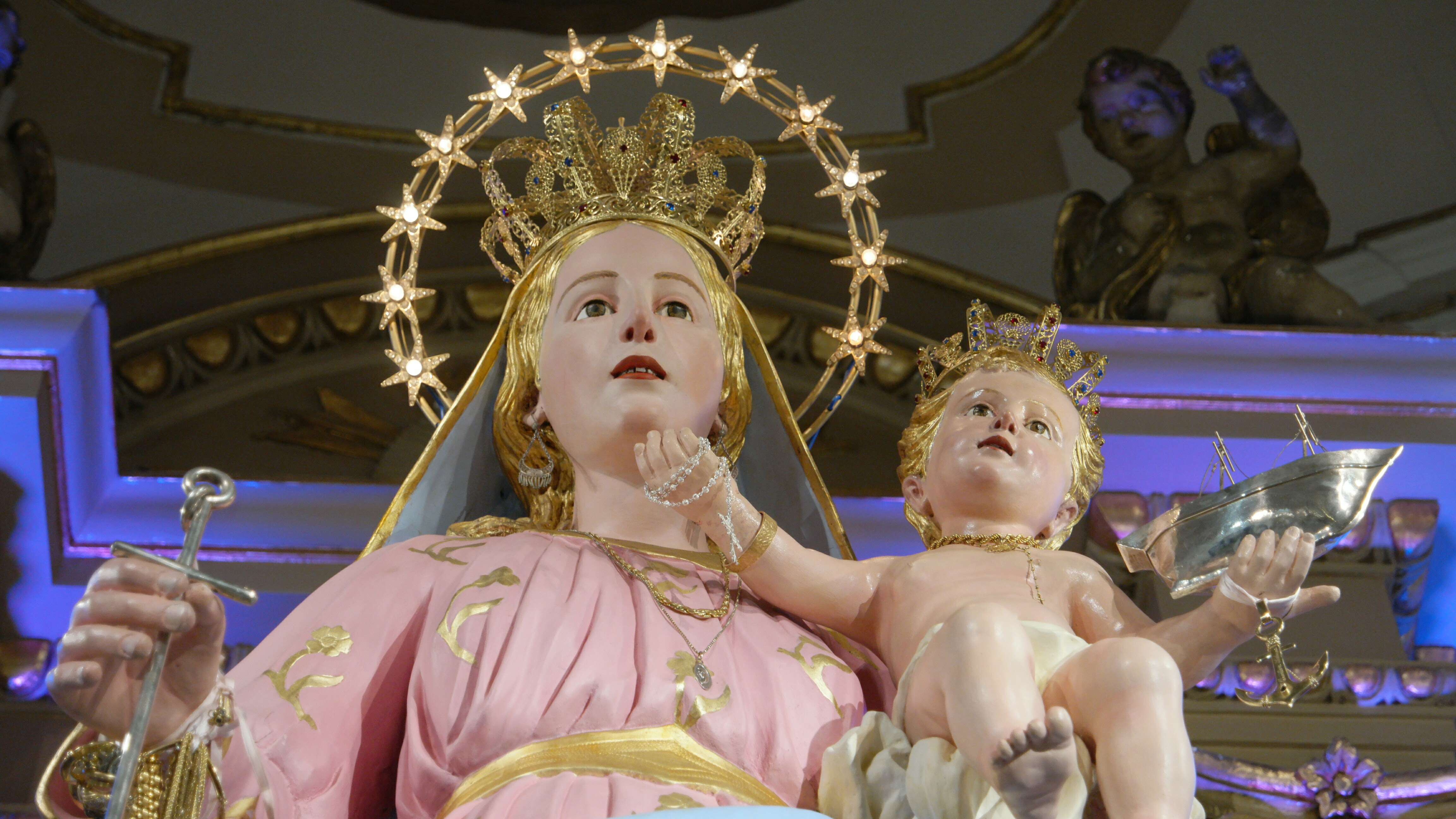
Statua della Madonna della Buona Nuova

La compatrona di Aci Trezza è la Madonna della Buona Nuova, festeggiata il primo fine settimana di settembre. Il culto è antico, legato a un'edicola votiva di inizio Settecento situata nella zona della marina di Trezza. L'edicola conserva un affresco raffigurante la Madonna con il Bambino Gesù. La prima festa solenne risale al 1907, quando l'arciprete Salvatore De Maria proclamò la Madonna della Nova «patrona dei pescatori e dei marinai». Nel 1911 fu inaugurata una statua che da allora è posta all'interno della chiesa madre di Aci Trezza e portata in processione ogni anno. Il giorno della festa viene illuminata la scala che porta alla scultura marmorea della Vergine Maria opera di Sarino Piazza posta sul faraglione grande.

#### Il pellegrinaggio a Valverde
Nel mese di maggio la comunità parrocchiale raggiunge, a piedi, il santuario mariano di Valverde. È un culto antico, come si evince dal fatto che già nelle «patenti di salute» rilasciate dai Giurati di Trezza nel XVIII secolo fosse raffigurato lo stemma della famiglia Riggio insieme alle immagini di san Giovanni Battista e di Maria Immacolata.

## Cultura

### Biblioteche
Nel 2019 è stata inaugurata la biblioteca comunale Giovanni Verga ospitata nei locali pubblici di Villa Fortuna. Oltre a soddisfare i classici bisogni informativi funge anche da servizio informazioni e accoglienza turistica.

### Scuole
Ad Aci Trezza ha sede un Istituto Comprensivo Statale ad indirizzo musicale intitolato al pittore Roberto Rimini, a cui afferiscono una scuola dell'infanzia, una scuola primaria e una scuola secondaria di primo grado.

### Musei

#### Casa del Nespolo

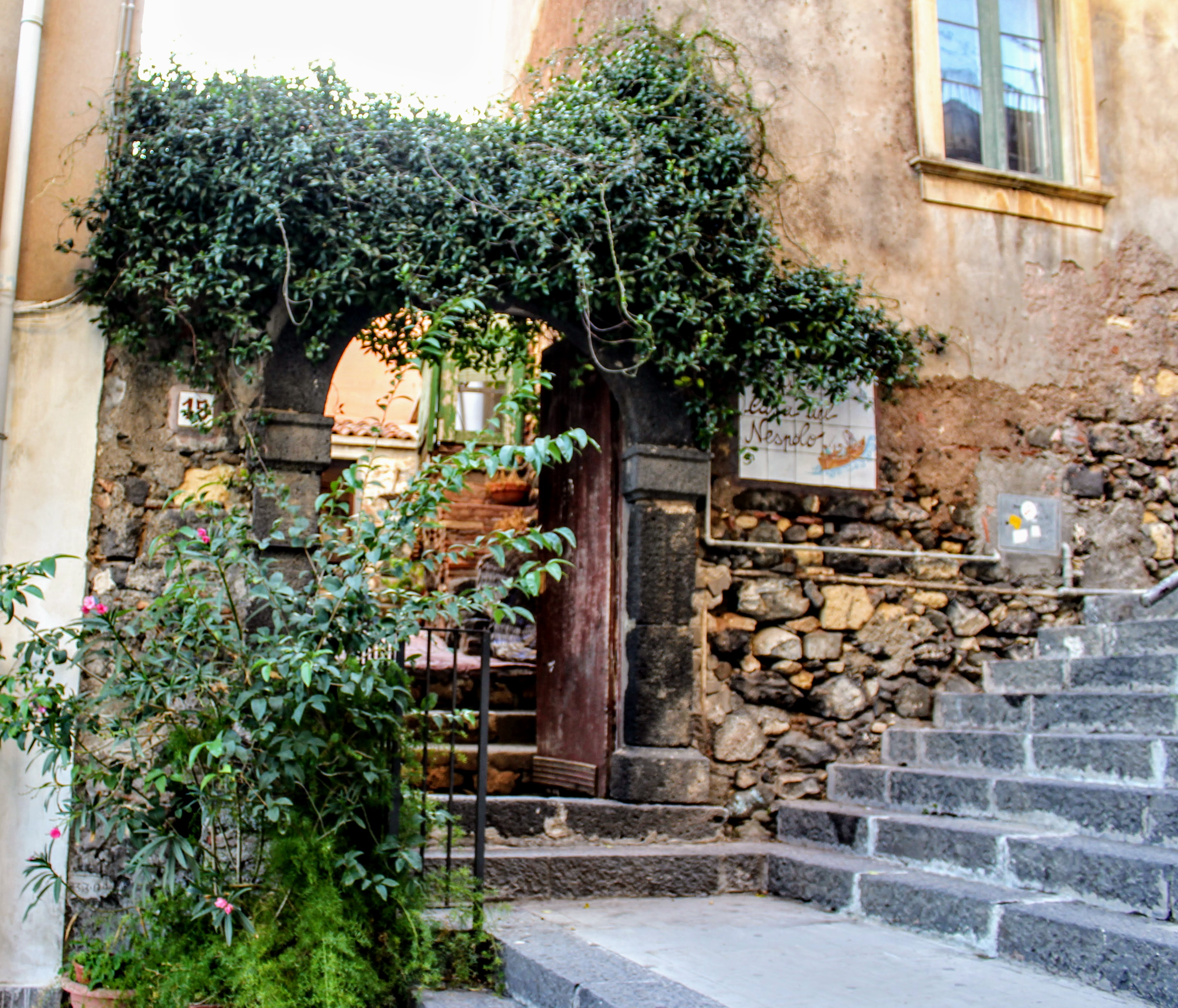
Museo Casa del Nespolo

Piccola abitazione a due stanze risalente al XIX secolo, si trova vicino alla chiesa di san Giovanni Battista. Le due camere sono allestite a museo, una dedicata al film La terra trema di Luchino Visconti che girò la pellicola con gli abitanti del luogo e la seconda dedicata all'attività peschereccia del borgo; entrambe si affacciano su un cortile con un nespolo. Il nome dell'abitazione è invece ispirato all'omonima casa de "I Malavoglia" di Giovanni Verga, ambientata proprio ad Aci Trezza.

#### Museo della stazione di biologia marittima dell'Isola Lachea
Situato nella sommità dell'Isola Lachea, in un edificio realizzato nel 1901 adibito inizialmente a laboratorio scientifico, ospita una collezione di fauna terrestre, marina, avicola e un erbario. Sono inoltre esposti dei reperti archeologici rinvenuti in situ. Vi è spazio anche per un'esposizione geologica, nella quale è possibile vedere i minerali caratteristici delle Isole Ciclopi, tra cui l'analcime. Il museo appartiene all'Università degli Studi di Catania.

#### Ecomuseo Riviera dei Ciclopi
Ad Aci Trezza ha sede un Ecomuseo. Presentato nel 2013 da un'associazione locale con lo scopo di valorizzare le caratteristiche paesaggistiche, storiche, architettoniche, tradizionali e folkloristiche del Comune rivierasco e del suo hinterland dall'anno seguente è stato perfezionato per adeguarsi alla legge regionale siciliana di riferimento e nel 2017 il consiglio comunale ne adotta il regolamento. Nel 2020 la Regione siciliana lo istituisce ufficialmente, insieme ad altri dieci.

### Arte
(Giovanni Verga, I Malavoglia)

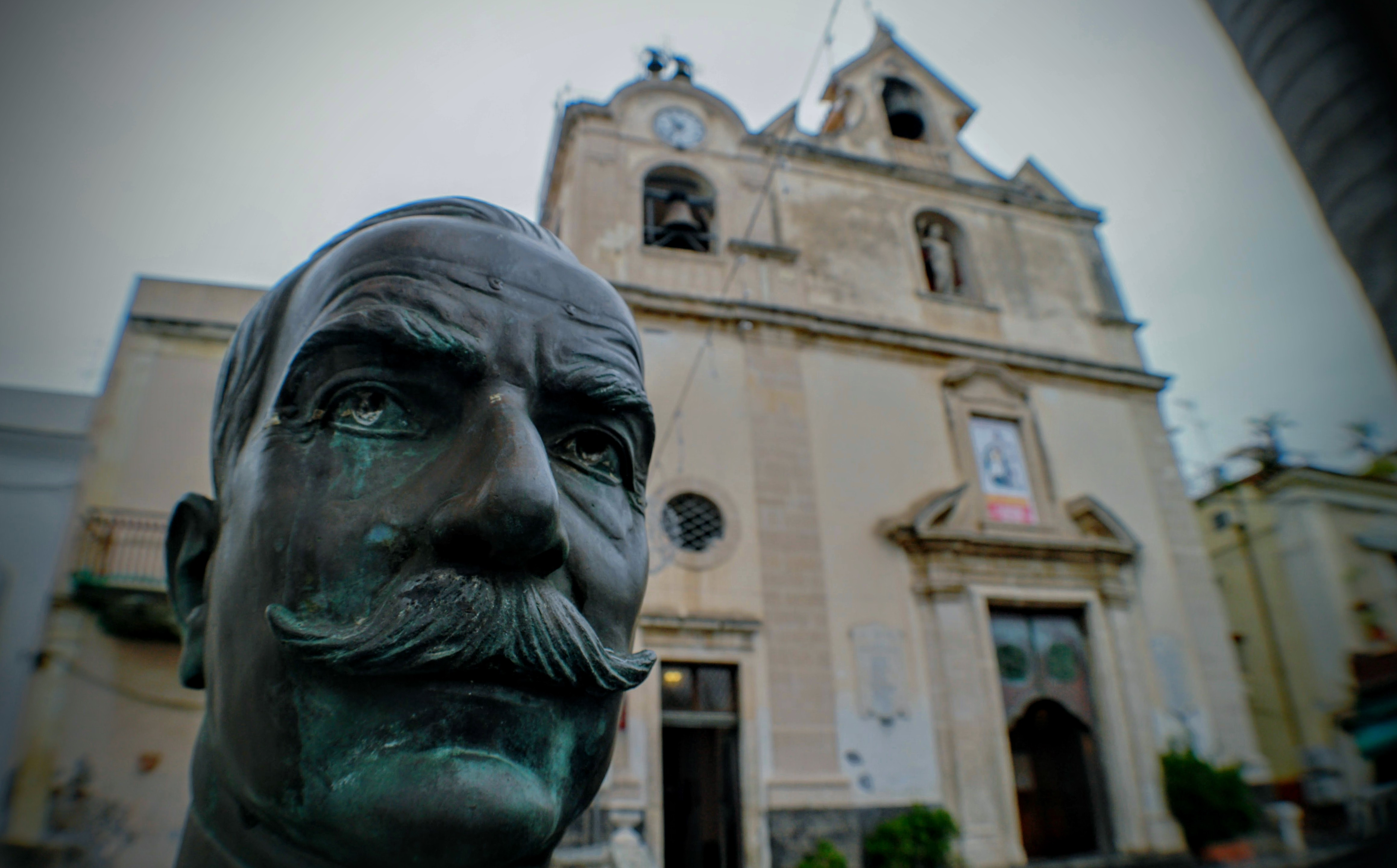
Il monumento a Giovanni Verga.

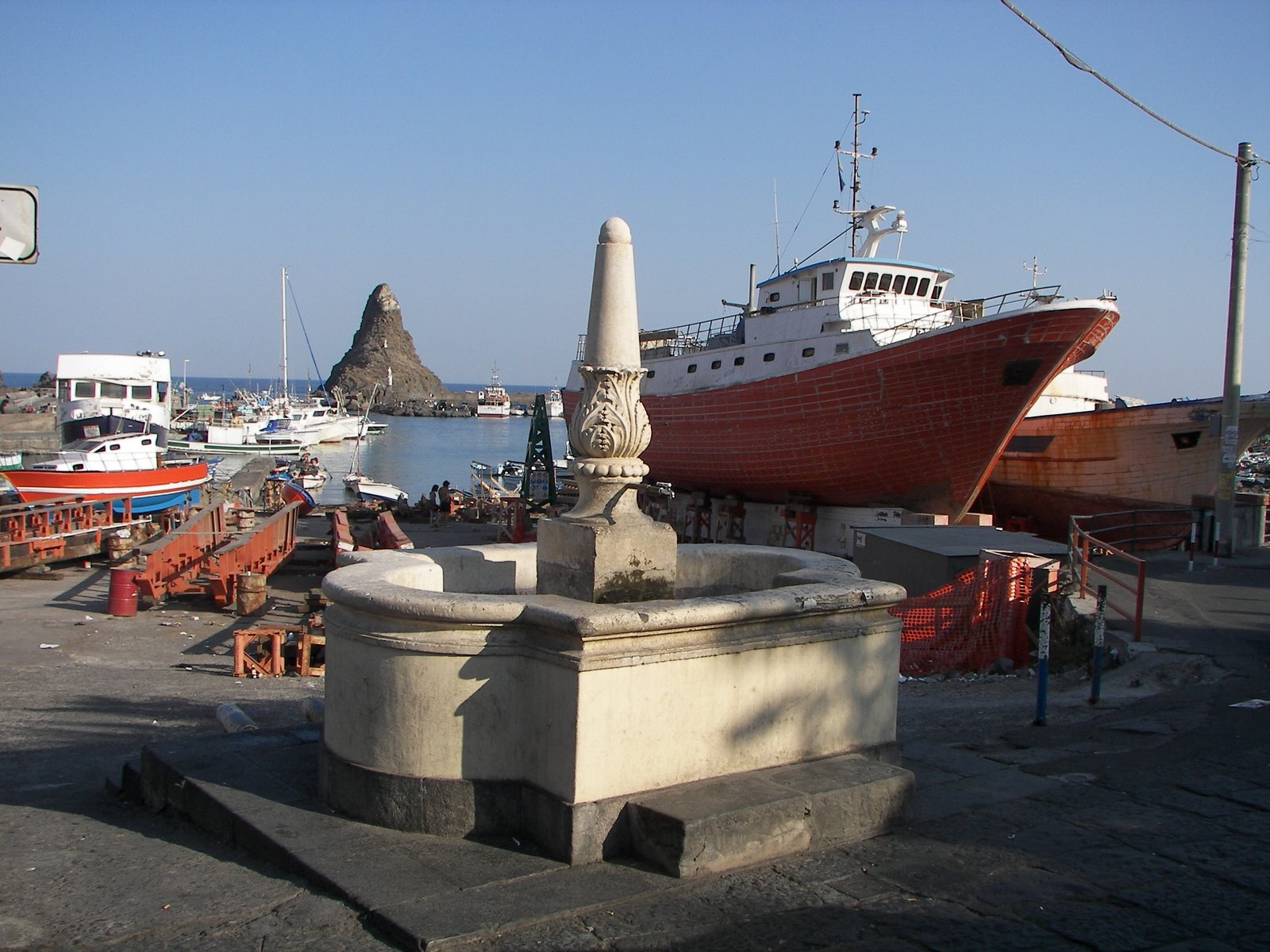
Lo Sgricciu

Aci Trezza è il luogo in cui Giovanni Verga ambientò il romanzo I Malavoglia (1881), caposaldo del verismo e parte del cosiddetto Ciclo dei Vinti. I personaggi principali sono i pescatori trezzoti della famiglia Toscano, ma è lo stesso paese di Aci Trezza a essere protagonista dell'opera. Inoltre l'utilizzo del discorso indiretto libero dà voce agli abitanti del borgo che prestano le proprie parole e la propria grammatica all'autore. Nel centro storico della cittadina è possibile riconoscere alcuni luoghi descritti dal Verga come i Faraglioni, la Chiesa di San Giovanni Battista e l'Edicola della Provvidenza. Meno note, ma citate nel romanzo, sono due fontane di Aci Trezza: Lo Sgricciu che prende il nome dal modo in cui l'acqua sgorgava dalla cima ed è situato in piazza Stefano Riggio e un fontanone in pietra lavica nella zona Fontana, ultimo resto degli antichi lavatoi pubblici sotto i quali veniva «ammarata la Provvidenza», barca in legno di Padron 'Ntoni
La scena dell'attesa delle donne al molo, tratta da una pagina del romanzo, è raffigurata in un altorilievo apposto sulla facciata di un edificio storico in piazza Giovanni Verga. L'opera, realizzata dall'artista Mimì Maria Lazzaro, fu inaugurata nel 1939 alla presenza di Filippo Tommaso Marinetti.
Nel centro storico di Aci Trezza viene organizzato annualmente il premio internazionale di poesia Acitrezza, terra dei Ciclopi.
Aci Trezza è stata sede di un premio di pittura internazionale che ha avuto tra i giurati, fra gli altri, il pittore palermitano Roberto Rimini che ha vissuto la maggior parte della sua vita nella cittadina, rappresentandola in innumerevoli dipinti. Al vincitore veniva consegnato il Pennello d'oro.
Nel periodo estivo è sede dell'iniziativa TrezzArte, il Villaggio degli Artisti.

### Cinema

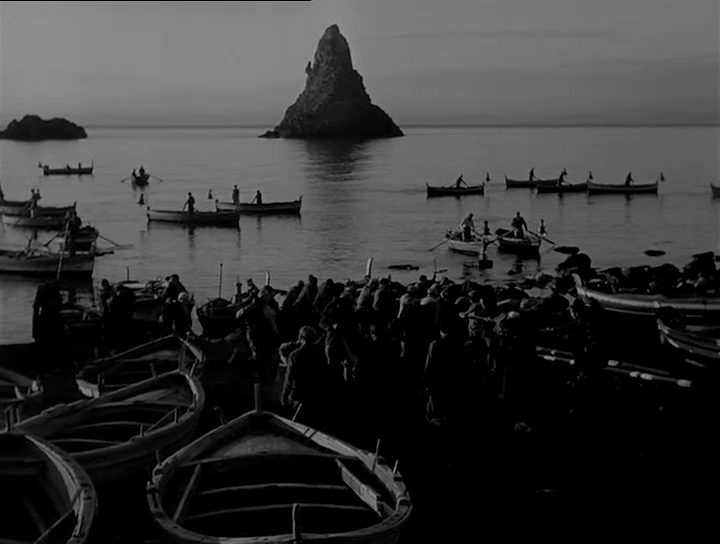
Scena del film La terra trema

Aci Trezza è stata il set nel quale, nel 1948, venne girato il film La terra trema di Luchino Visconti, da lui stesso sceneggiato insieme a Antonio Pietrangeli, e coadiuvato dai giovani aiuto registi Francesco Rosi e Franco Zeffirelli. Capolavoro del neorealismo italiano, è realizzato con attori non professionisti abitanti del luogo. Narra le vicende del pescatore 'Ntoni Valastro che lotta contro i grossisti del pesce per affrancarsi da una vita grama. Fallirà perché lasciato solo in questa battaglia dalla stessa comunità di pescatori con cui condivide la miseria. La pellicola, considerata una pietra miliare della cinematografia italiana, fu presentata alla 9ª Mostra internazionale d'arte cinematografica di Venezia dove vinse il premio internazionale «per i suoi valori stilistici e corali». È stato selezionato fra i 100 film italiani da salvare.

### Musica
Di antica tradizione è il suono delle brogne, conchiglie appartenenti alla specie mediterranea Charonia lampas opportunamente modificate per emettere onde sonore. Riscoperto grazie al lavoro di appassionati locali, ogni solstizio ed equinozio viene organizzato un concerto di conchiglie sulla costa del paese.

### Cucina
È legata al mare e alla tradizione peschereccia. Alcuni piatti tipici hanno le acciughe quale ingrediente base; vengono utilizzate come condimento alla pasta oppure consumate sotto sale. Altro tipico piatto della tradizione è il tonno rosso, preparato al forno con aglio. Anche le sarde a beccafico fanno parte della consuetudine gastronomica trezzota.
Originario di Aci Trezza era Francesco Procopio dei Coltelli, considerato l'inventore del "gelato moderno".

## Geografia antropica

### Urbanistica

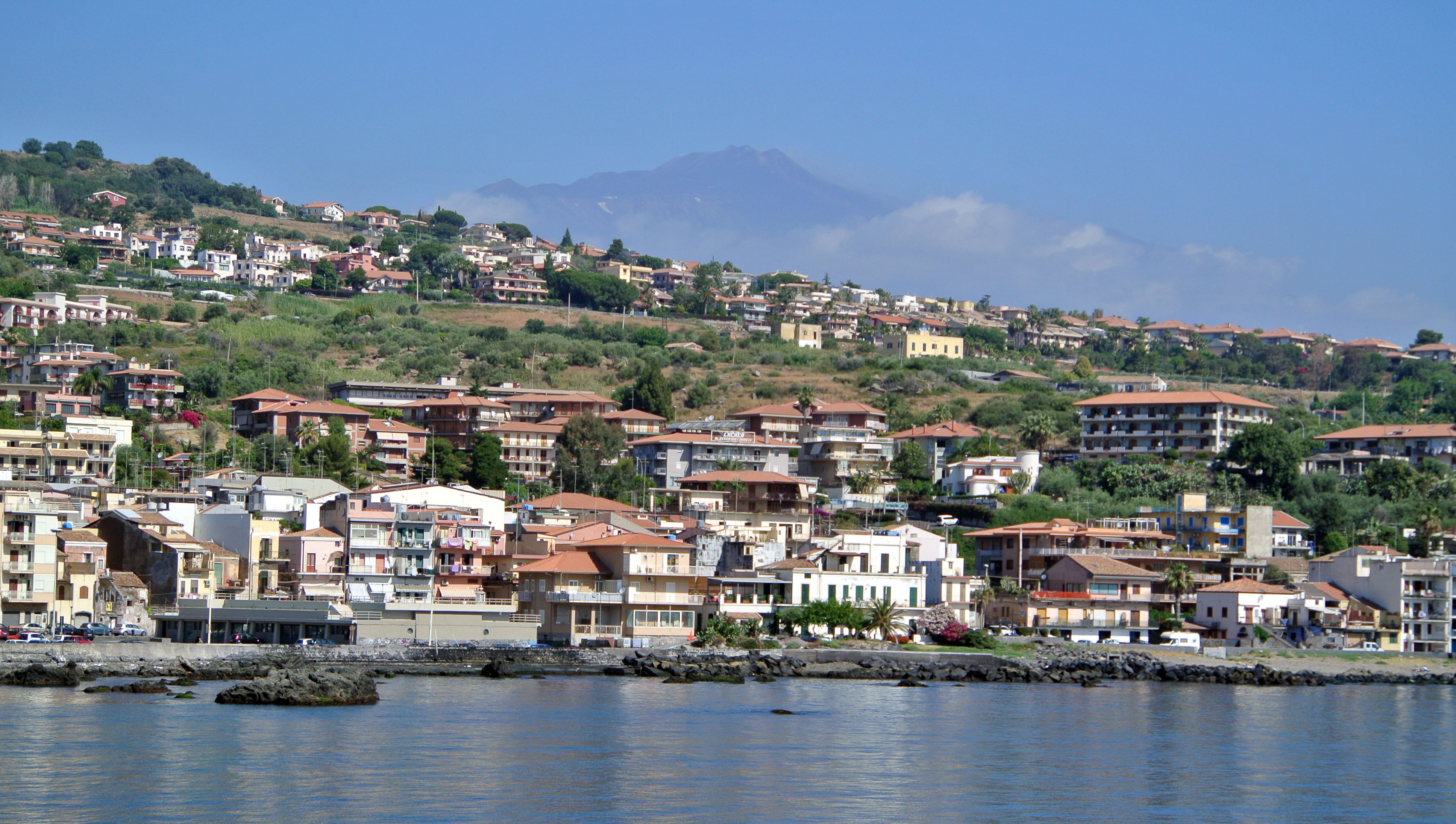
Panoramica di Aci Trezza con l'Etna sullo sfondo.

Il paese sorge attorno a un'ampia piazza, intitolata a Giovanni Verga ma che viene ancora chiamata con il nome originale di chianu; da qui si sviluppano i cinque quartieri storici. Gli anni successivi al secondo dopoguerra conobbero uno sviluppo edilizio disordinato e nelle vicinanze delle cinque contrade storiche sorsero i nuovi rioni: a nord, fino al confine con Acireale, si trova il quartiere Barriera mentre a sud se ne sviluppa uno residenziale che ha come perno la via dei Malavoglia; quest'ultima zona è confinante con il popoloso quartiere Litteri, costituito da condomini di nuova edificazione. Infatti nonostante nel 1957 sia stato uno dei primi paesi siciliani a dotarsi di un piano regolatore generale comunale che prevedeva uno sviluppo razionale e al passo con i tempi, già negli anni settanta il boom edilizio aveva raggiunto una situazione critica. Solamente nel 2005 venne approvato un piano particolareggiato per il centro storico atto a tutelare gli edifici di pregio residui oltre a giardini, orti e cortili anche privati che furono vincolati come beni ambientali.

### Suddivisioni storiche
Urnazza
Zona in riva al mare a sud del paese, sorta dove si formavano fino alla metà del Novecento dei ristagni d'acqua di mare chiamati «gurnazze» e dai quali prese il nome.
Marina
Costruita intorno al porto, possiede una grande piazza sul mare.
Madonna Nuova
È il più settentrionale dei quartieri storici, realizzato nelle vicinanze dell'edicola dedicata all'omonima icona della Vergine Maria.
Dietro Chiesa
Si sviluppa lungo l'omonima via sulla quale si affacciano ancora le case dei pescatori, con le facciate color rosa antico.
Scalazza
Unico quartiere storico collinare sin dalla fondazione di Aci Trezza è stato popolato dai «terrazzani», contadini e agricoltori che possedevano ampi appezzamenti di terra.
Sul Lungomare dei Ciclopi è presente una piazzetta dove un tempo sorgevano gli antichi lavatoi, citati dal Verga; la zona è chiamata Fontana.

## Economia

### Pesca

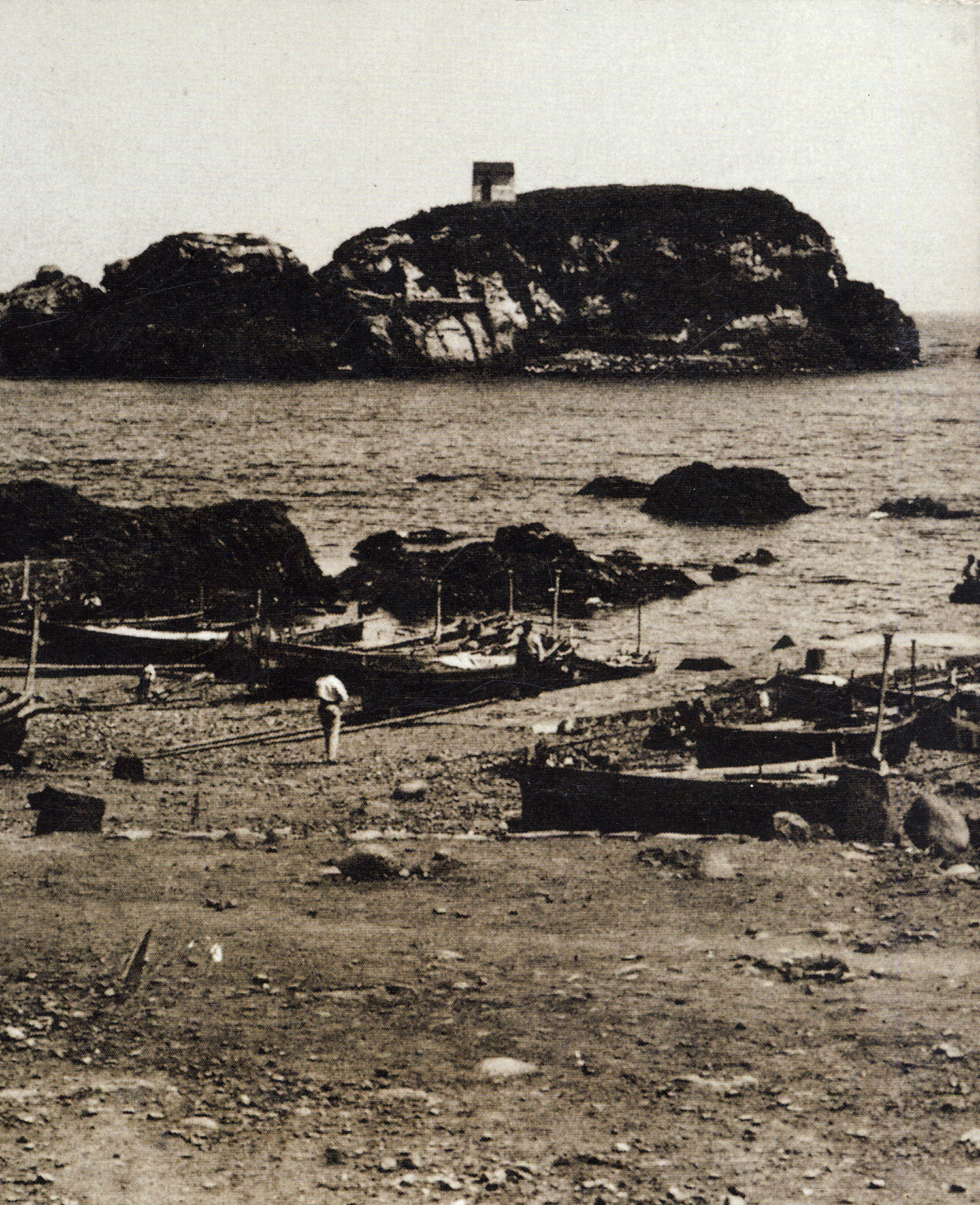
Barche di pescatori sul litorale trezzoto.

La pesca per secoli ha costituito la fonte primaria di reddito del paese e continua a ricoprire un ruolo fondamentale. I pescatori di Aci Trezza utilizzavano le più diversificate tecniche per adattarsi a ogni tipo di situazione. Con la costruzione dei grossi pescherecci divenne più agevole la pesca d'altura, con conseguente crescita della flotta peschereccia e della manodopera. L'economia legata alla pesca creava un indotto molto ampio: cantieristica, salagione delle acciughe per realizzare le conserve in piccoli recipienti di vetro, localmente chiamati cugnetti, sistemazione delle reti, vendita del pesce al dettaglio e all'ingrosso impegnavano la quasi totalità della popolazione. Dal secondo dopoguerra l'economia trezzota è meno legata alla pesca, ma il porto continua a dare riparo a circa quaranta barche pescherecce, soprattutto per la cattura in alto mare.

#### Antico acquario
Serviva per l'allevamento di molluschi e crostacei. È stato costruito da maestranze trezzote agli inizi del XX secolo in pietra lavica e cotto ed era sormontato da un'artistica ringhiera in ferro battuto ormai andata perduta; per mantenere pulita l'acqua contenuta al suo interno venivano utilizzate delle aperture sul fondo collegate direttamente al mare. Il manufatto è una testimonianza dell'ingegno dei pescatori di Aci Trezza e rappresenta una primordiale forma di acquacoltura. Si trova all'interno dello scalo Palummeḍḍu nella zona nord del paese.

### Artigianato

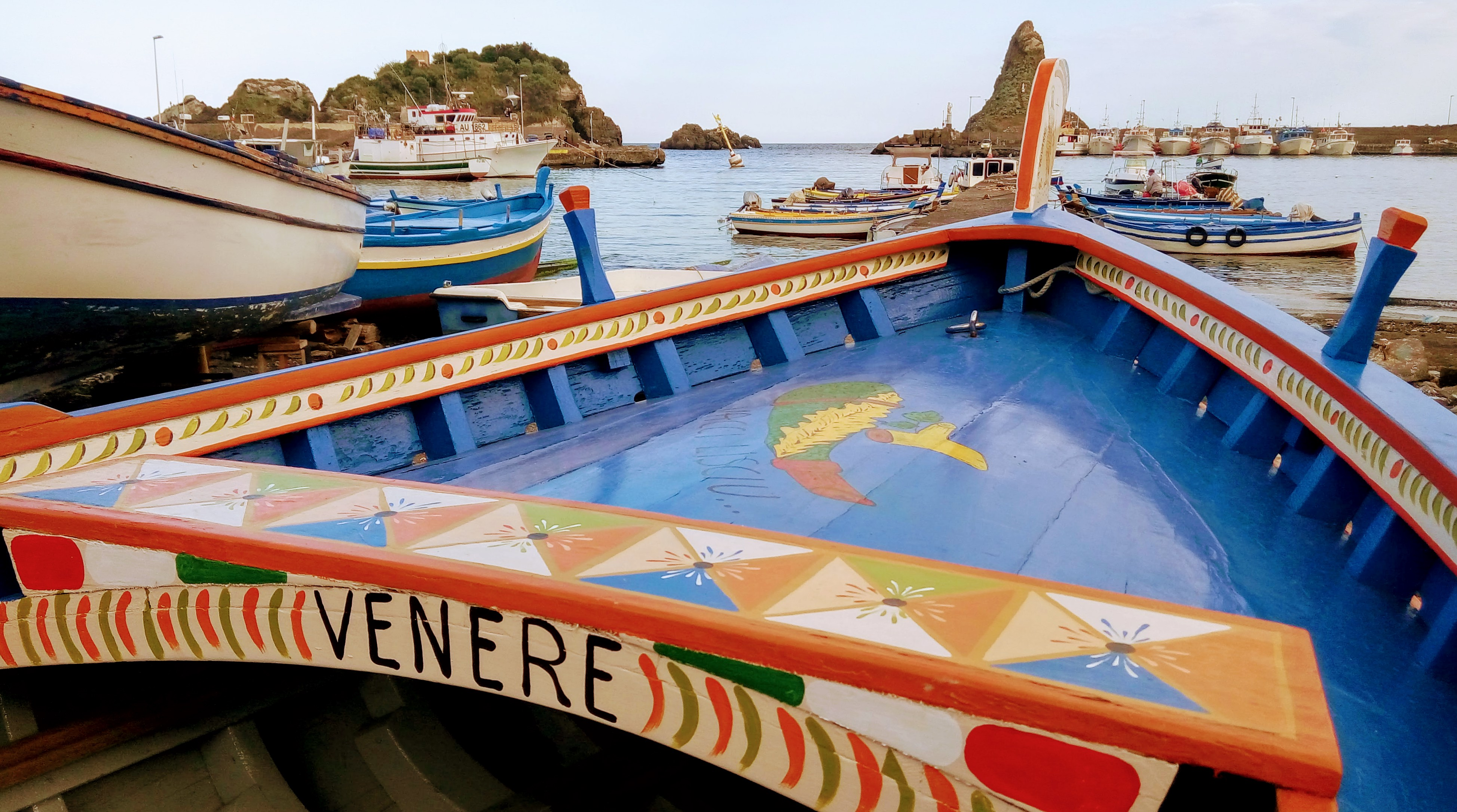
Gozzo tipico trezzoto

Di una certa importanza soprattutto nella costruzione e riparazione di imbarcazioni da diporto è l'attività dei maestri d’ascia del cantiere navale Rodolico, fondato alla fine del 1800. Le tipiche barche in legno di Aci Trezza sono state inserite nel Registro Eredità Immateriali della Sicilia.
Un'attività economica presente fin dall'antichità era la lavorazione dell'argilla per la fabbricazione di laterizi. La produzione ebbe fine nella prima metà del XX secolo.

### Agricoltura
Malgrado le fertili colline alle spalle del paese l'agricoltura ha avuto poca importanza e a partire dagli anni '60, a causa della trasformazione dei terreni agricoli in quartieri residenziali, è quasi del tutto scomparsa. Le uniche zone rimaste coltivate sono utilizzate per la produzione di prodotti ortofrutticoli venduti al dettaglio. Nonostante ciò ogni domenica viene organizzato un affollato mercato del contadino nel centro storico del paese. È uno dei territori in cui può essere coltivato il Limone dell'Etna riconosciuto con l'indicazione geografica protetta dell'Unione europea.

### Industria
Aci Trezza ha un'antica tradizione di vendita del pesce, come testimoniato da una famosa canzone popolare composta dal poeta Turi Tropea (nato a Riposto nel 1907) e musicata dal maestro catanese Luciano Maglia, intitolata Lu pisciaru di la Trizza.

#### Mercato ittico

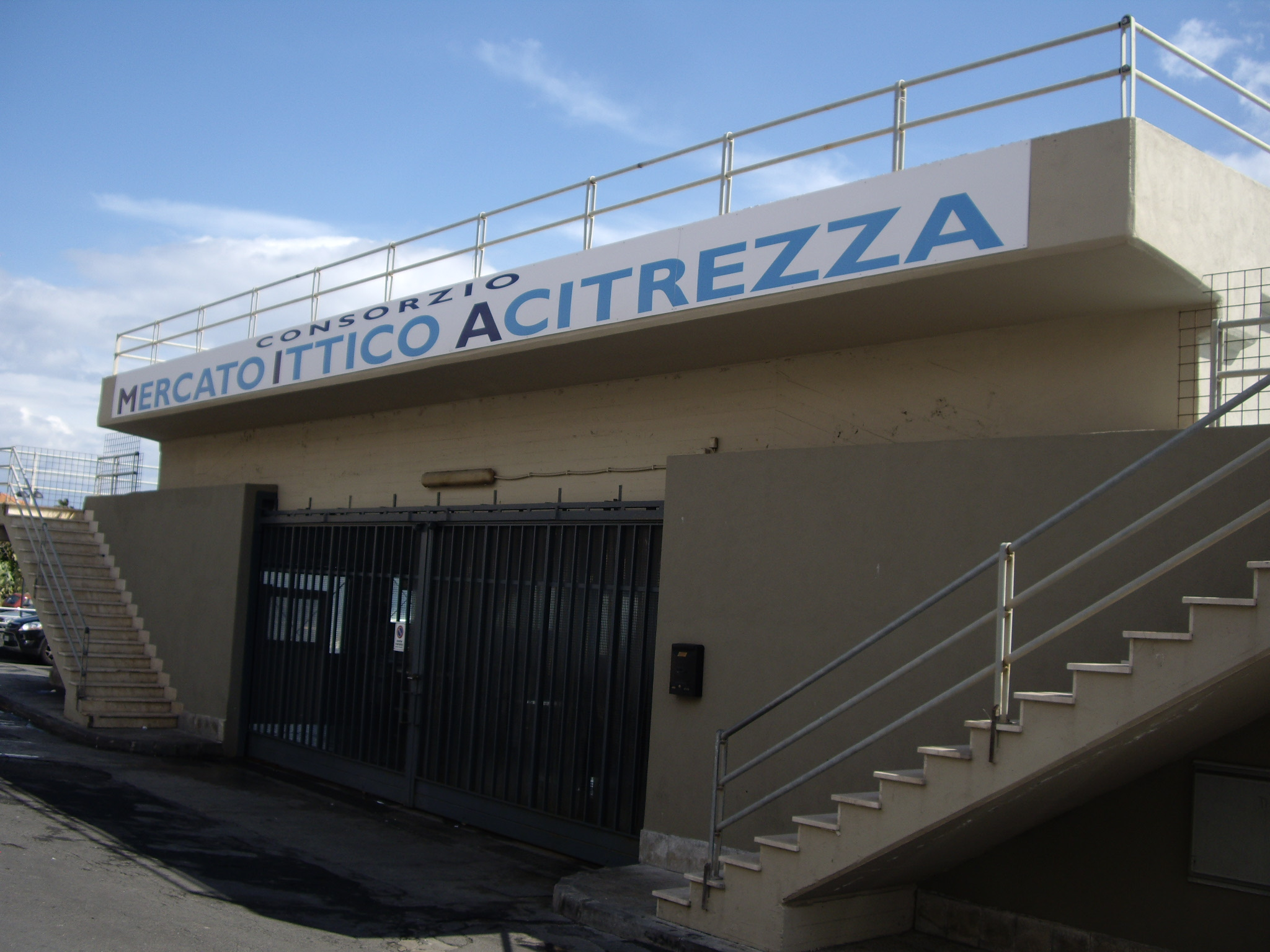
Mercato ittico di Aci Trezza

All'interno del porto si trova la struttura del Consorzio mercato ittico di Aci Trezza che dà lavoro a circa 200 persone. Ogni notte i pescherecci e i camion muniti di cella frigorifera raggiungono piazza Marina per dar vita a un mercato che rifornisce soprattutto le case del pesce e i ristoranti di Aci Trezza e dintorni. Non mancano i turisti che visitano la struttura per sentire e vedere le peculiari caratteristiche dello stesso.

### Turismo
Aci Trezza fu fra le mete del Grand Tour: Johann Wolfgang von Goethe, durante il suo viaggio, ebbe l'interesse di visitare le Isole Ciclopi soprattutto in virtù della loro importanza geologica, mentre l'artista Jean-Pierre Houël soggiornò più volte nel borgo e lo dipinse in diversi acquerelli; mediante il suo resoconto, inserito successivamente nei quattro volumi del Voyage pittoresque des isles de Sicile, de Malta et de Lipari, si viene a conoscenza della presenza di un albergo in paese già nel XVIII secolo, dove lo stesso viaggiatore alloggiò. Anche il ricercatore Lazzaro Spallanzani visitò Aci Trezza e le Isole Ciclopi per studiarne la composizione.

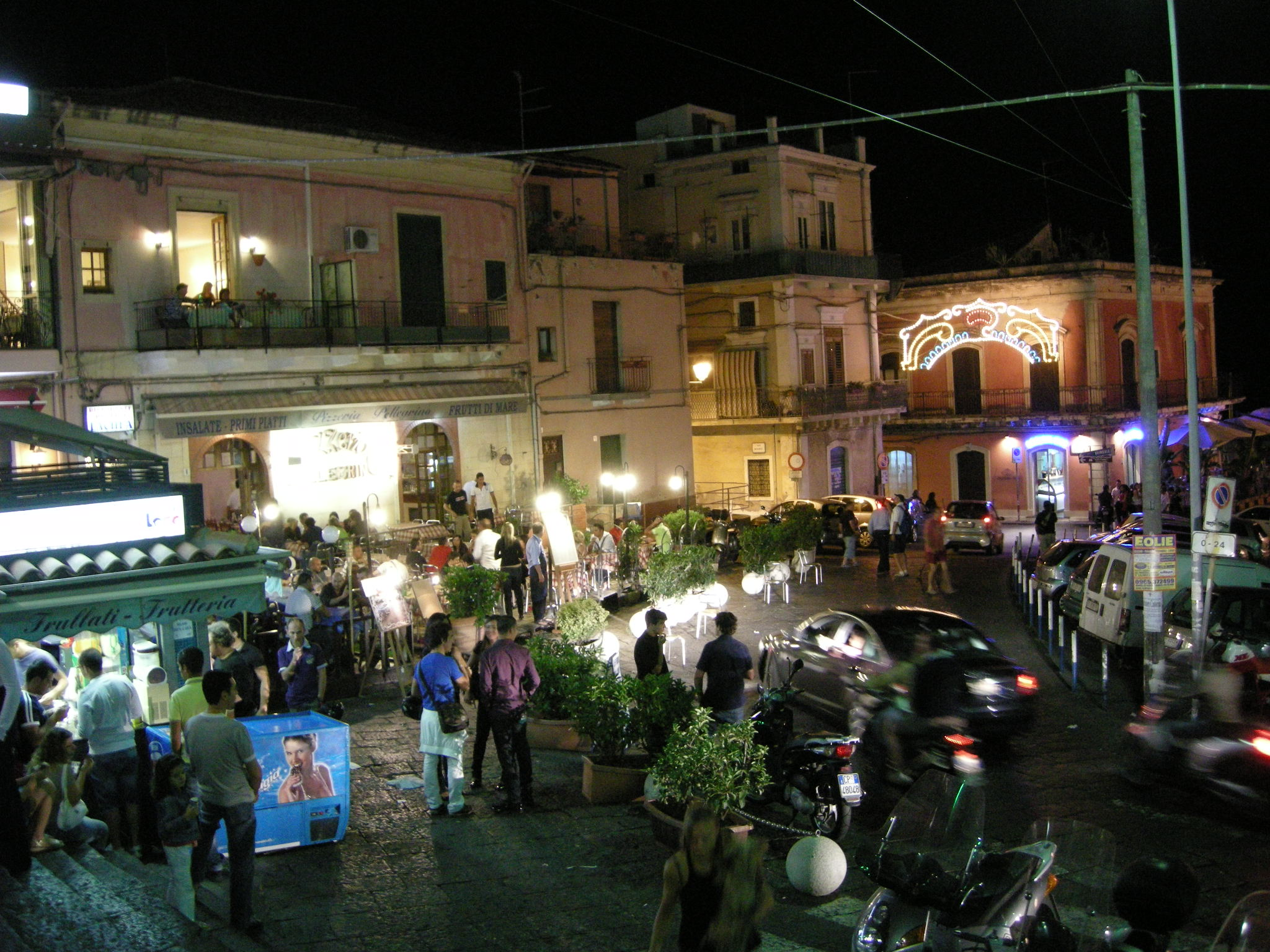
Notte estiva ad Aci Trezza

Il borgo rimase meta di visitatori per tutto il secolo successivo. Negli anni a cavallo fra le due guerre mondiali si svilupparono le prime case di villeggiatura, ma fu nel secondo dopoguerra che il paese divenne meta del turismo indotto dalla cultura di massa, riconvertendo la propria economia verso la ricettività. Aci Trezza è annoverata fra le località a vocazione turistica della Regione siciliana ed è inserita nel Registro delle Identità della Pesca Mediterranea e dei Borghi Marinari siciliani.

## Infrastrutture e trasporti

### Strade
È attraversata dalla Strada statale 114 Orientale Sicula, che in paese prende il nome di via Livorno e taglia in due l'abitato dividendo il centro storico, edificato lungo la costa, dalla zona nuova sviluppatasi sulle colline.

### Ferrovie e tranvie

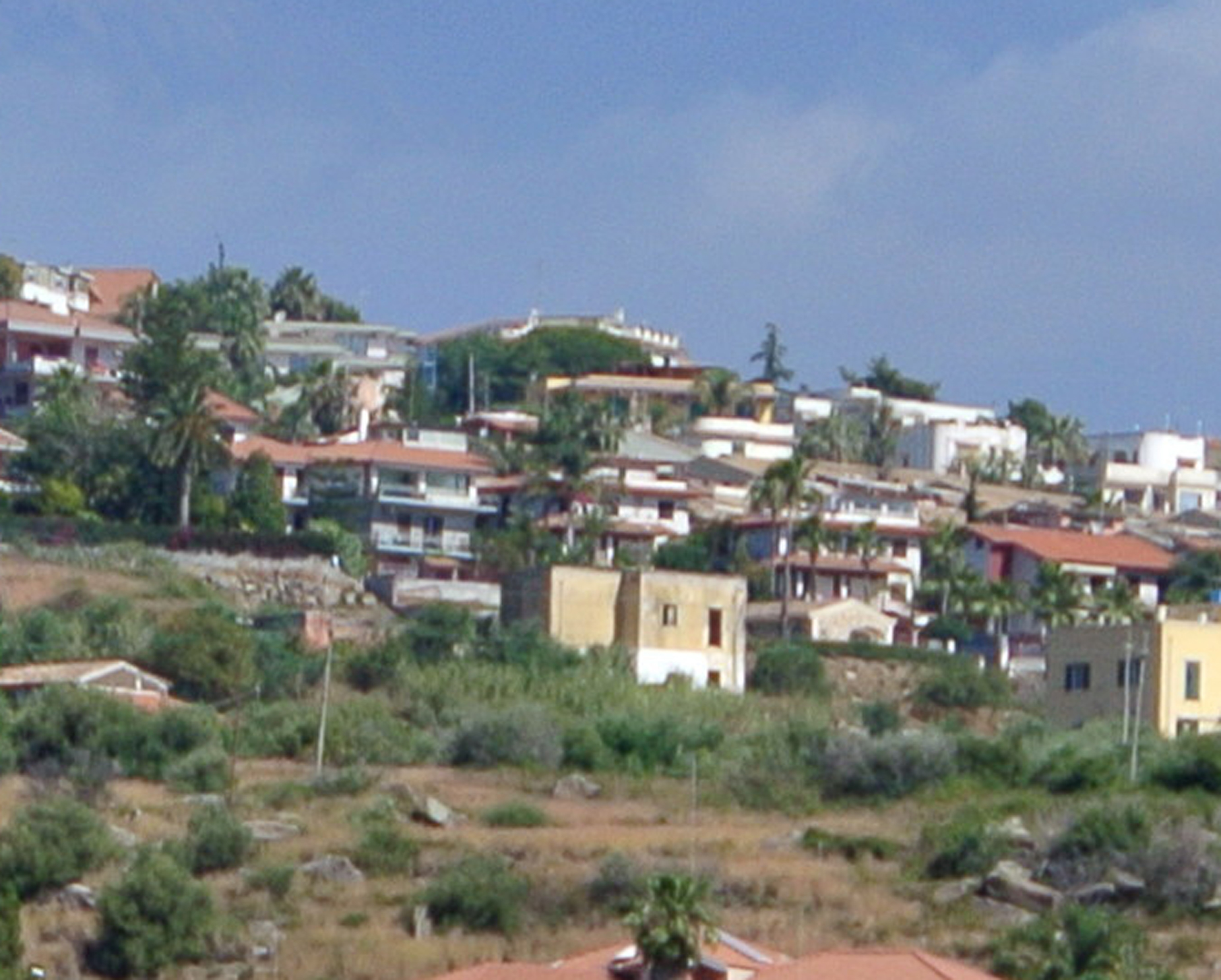
Vecchia stazione di Aci Trezza

Dal 1915 al 1934 Aci Trezza era servita dalla tranvia Catania-Acireale. Aveva anche una propria stazione ferroviaria sulla ferrovia Messina-Siracusa che fu soppressa alla fine degli anni ottanta in seguito all'attivazione del tracciato in variante sotterranea a doppio binario. Parte della novella Fantasticheria di Giovanni Verga è ambientata in questa stazione ferroviaria.

### Porti
Il porto è costituito da due moli: quello settentrionale banchinato e con una darsena, e quello meridionale da cui si diparte un pennello; è presente uno scalo d'alaggio. È attrezzato con impianti di rifornimento per carburante e acqua e all'interno vi è ospitato un cantiere navale. Vi hanno sede diversi club nautici. È presente anche un altro piccolo approdo, dotato di uno squero, denominato Palummeḍḍu, dove vengono ormeggiate soprattutto le piccole imbarcazioni in legno, utilizzate dai pescatori del luogo.

### Mobilità urbana
La località è collegata a Catania tramite la linea bus 534 dell'Azienda Metropolitana Trasporti, della quale è capolinea. È inoltre attraversata dalla tratta Catania-Acireale e ultimo paese servito dalla linea Catania-Vampolieri dell'Azienda Siciliana Trasporti.

## Amministrazione
Aci Trezza in passato fu una libera Universitas, ma nel 1828 divenne una delle quattro frazioni di Aci Castello; alla questione accenna già Verga ne I Malavoglia.
A partire dalla metà del XX secolo, alcuni comitati locali hanno ventilato l'opportunità di richiedere l'istituzione di un comune autonomo, senza tuttavia conseguire risultati concreti.
Il paese accoglie sin dalla sua fondazione il centro visite dell'Area marina protetta Isole Ciclopi. Vi hanno sede il comando della Polizia municipale e l'ufficio tributi del Comune di Aci Castello, ospitati in un edificio confiscato alla criminalità organizzata.

### Altre informazioni amministrative
Fa parte delle seguenti organizzazioni sovracomunali: regione agraria n. 8 (Piana di Catania), FLAG Riviera Jonica Etnea

## Sport
In paese hanno sede due società sportive. Dal 1981 opera in campo calcistico la Ciclope Acitrezza. mentre nella canoa polo si annovera la Polisportiva Acitrezza che nella stagione sportiva 2016 raggiunse la massima serie Ogni anno si svolge la regata Le Vele dei Malavoglia, inserita nel calendario della Federazione Italiana Vela.